# Cultura de Costa Rica

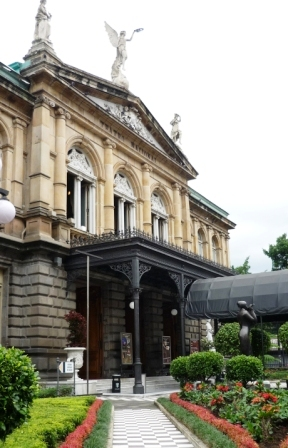
Teatro Nacional, San José,1897. Ícono popular del interés del costarricense por la cultura refinada y de rasgos internacionales.

La cultura de Costa Rica es  reconocible y variada al tener influencias inicialmente de la cultura indígena y europea, posteriormente de la cultura afrocaribeña y asiática. Existen en el país tecnologías tradicionales, prácticas agrícolas, culturales y religiosas, y creencias, que conectan en los campos genético y cultural a la población actual con sus antepasados indígenas, europeos y africanos. Costa Rica es un país mestizo, multiétnico, multilingüe y pluricultural, en la que coexisten sistemas de comunicación social muy diversos que van desde el creol limonense hasta usos y costumbres de origen ibérico, pasando por culturas y formas de pensamiento tan disímiles como la china, la indígena o la menonita.
Costa Rica recibió la imprenta en 1830. Su literatura ha dado, además de bellos trozos costumbristas, singulares ensayistas y prosistas en la primera mitad del siglo xx. Se destacan los novelistas Joaquín García Monge, Carmen Lyra, Carlos Luis Fallas, Joaquín Gutiérrez Mangel y Fabián Dobles, y los poetas Aquileo Echeverría, Roberto Brenes Mesén, Isaac Felipe Azofeifa, Julián Marchena, Eunice Odio, Jorge Debravo y Julieta Dobles.
Costa Rica tiene un estilo pictórico propio surgido en la década de 1930, basado en la idealización de la vida rural y el paisajismo. En el país, existen representantes de la mayor variedad de estilos y temáticas, desde la tradición académica hasta el impresionismo, el abstraccionismo, el expresionismo, la neofiguración y la pintura postmodernista. Entre los pintores más destacados de toda la historia de Costa Rica, pueden citarse a Tomás Povedano, Enrique Echandi, Francisco Amighetti, Teodorico Quirós, Fausto Pacheco, Margarita Bertheau, Manuel de la Cruz González, Rafael Ángel García, Jorge Gallardo, Rafa Fernández, Lola Fernández y Max Jiménez.
Cuenta con una fuerte tradición escultórica que tiene sus raíces ancestrales en las esferas de piedra, esculturas en piedra, jade y cerámicas precolombinas, legado que posteriormente ha sido cultivado y continuado por escultores como Francisco Zúñiga, Juan Rafael Chacón, Juan Manuel Sánchez, Juan Portuguez Fucigna, Domingo Ramos, José Sancho, Olger Villegas, Max Jiménez, Ibo Bonilla y Jorge Jiménez Deredia.
Con la formación de la Orquesta Sinfónica Juvenil las vocaciones afluyeron, y sobrevino la consolidación de la Orquesta Sinfónica Nacional. La danza parece ser una de las disciplinas más populares, y el teatro sigue su impulso de hace treinta años.
Sin embargo, Costa Rica presenta hoy en día una gran cantidad de venas artísticas entre las que se contempla la música, la danza y el baile, el teatro, el cine, la producción cinematográfica y televisiva, la plástica y las letras.

## Desarrollo histórico

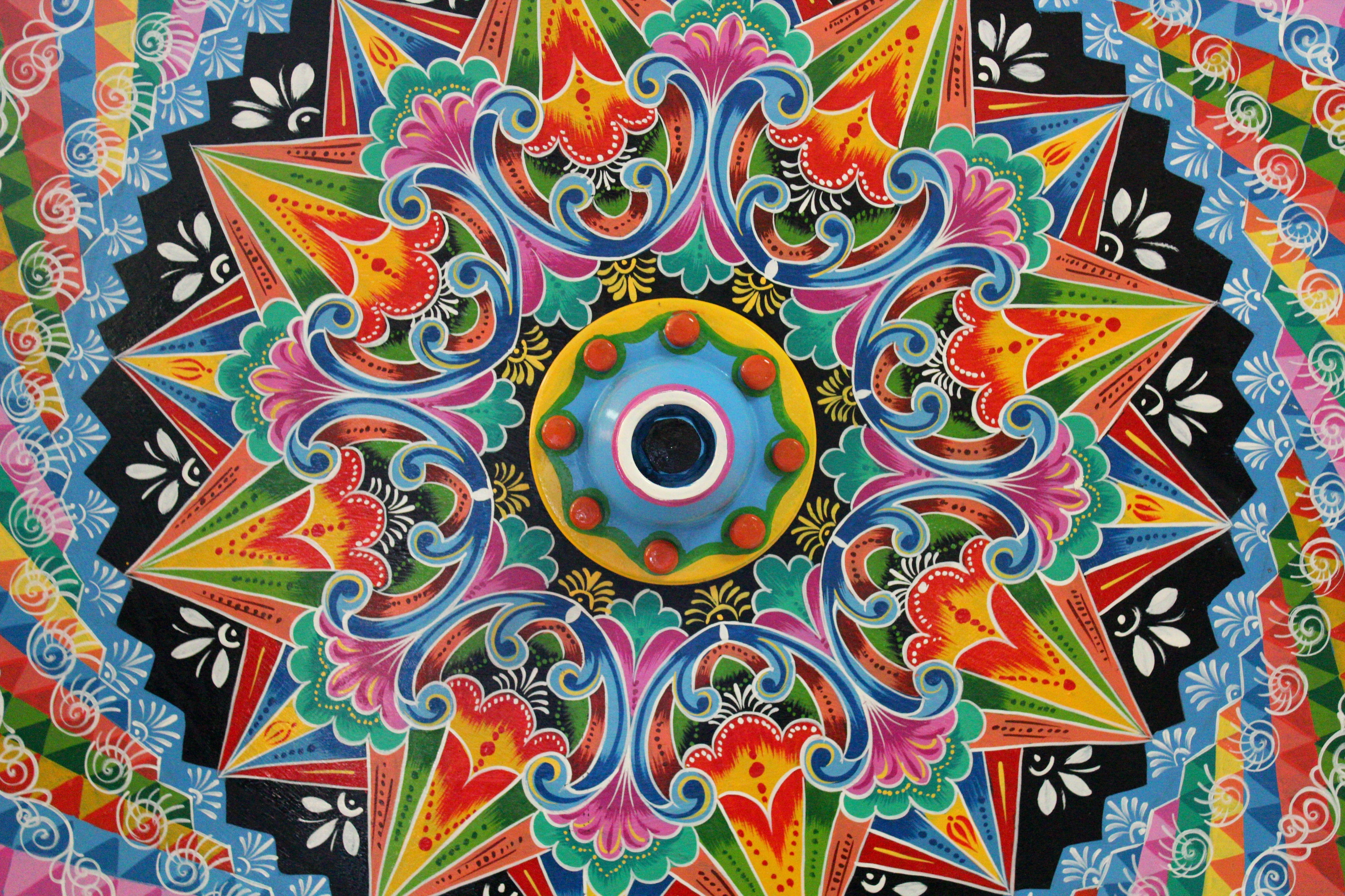
La rueda de carreta pintada, importante símbolo de identidad cultural de Costa Rica.

Desde sus orígenes hasta el mundo globalizado contemporáneo, los rasgos culturales de Costa Rica han sido marcados por su carácter ístmico como puente entre dos grandes masas continentales de gran poder biológico, económico y geopolítico, generando un punto de encuentro o una línea de paso de todo tipo de corrientes e influencias, que tienen sus manifestaciones en el acervo cultural del país. No obstante, el istmo centroamericano en general y Costa Rica en lo particular, presentan áreas de desarrollo local muy antiguas, independientes del papel de receptor pasivo que el término de puente cultural puede invocar.
A lo largo de su historia, Costa Rica ha experimentado hitos que han orientado sus rasgos culturales. El territorio de Costa Rica es una franja estrecha de tierra rodeada por dos océanos, en la cual se suman una gran biodiversidad natural y una ocupación humana de gran antigüedad y complejidad, con más de diez mil años de historia precolombina. Durante la época colonial, en el país se consolidó un mundo de campesinos, artesanos y comerciantes en la que se impuso una cultura criollo-mestiza que incorporaba elementos afroamericanos e indígenas. En vísperas de la independencia en 1821, coexistían en el país dos sociedades, una de origen hispánico implantada en el Valle Central y con prolongaciones hacia la zona del Caribe y el Pacífico centrales, y la constituida por los indígenas que los conquistadores españoles no pudieron someter, ocupando territorios en las llanuras del norte y la cordillera de Talamanca, lo que permitió la subsistencia de su cultura hasta nuestros días. El desarrollo del campesinado fue de gran importancia y tuvo trascendencia en la posterior evolución del Estado costarricense, cuya vocación agrícola influyó de manera determinante en la consolidación de una identidad cultural (cultura del cacao, cultura del café, cultura del banano).
La independencia, obtenida prácticamente sin buscarla, significó un profundo reacomodo social, donde el conflicto político fue la tónica, motivado principalmente por los localismos de las principales ciudades del Valle Central, que solo fueron totalmente superados con el inicio de la consolidación de una identidad nacional a partir de la orientación valiente, pacífica y laboriosa iniciada con la victoria sobre los filibusteros de Estados Unidos durante la Campaña Nacional de 1856-1857, que conllevó no solo la consolidación de la independencia, sino también al establecimiento de una economía cafetalera que fue motor y cimiento del Estado nacional durante gran parte de su historia. Es trascendental el periodo de la historia nacional entre 1870 y 1914, con un Estado liberal y progresista que quiso ver reflejada su filosofía también en aspectos culturales del país como las artes plásticas, la educación y la literatura, donde el arribo de inmigrantes europeos, afroantillanos y asiáticos vino a enriquecer el universo cultural del país, y cuya crisis política y económica tras 1914 impulsó el fortalecimiento de la democracia, la defensa de la libertad electoral, los movimientos vanguardistas de reacción social, la abolición del ejército, la contribución decisiva a la pacificación de Centroamérica en varias oportunidades históricas, valiéndole incluso el Premio Nobel de la Paz, y más reciente, el reconocimiento universal a la vocación ecológica y de una economía basada en la producción de alta tecnología y el ecoturismo.

## Identidad costarricense

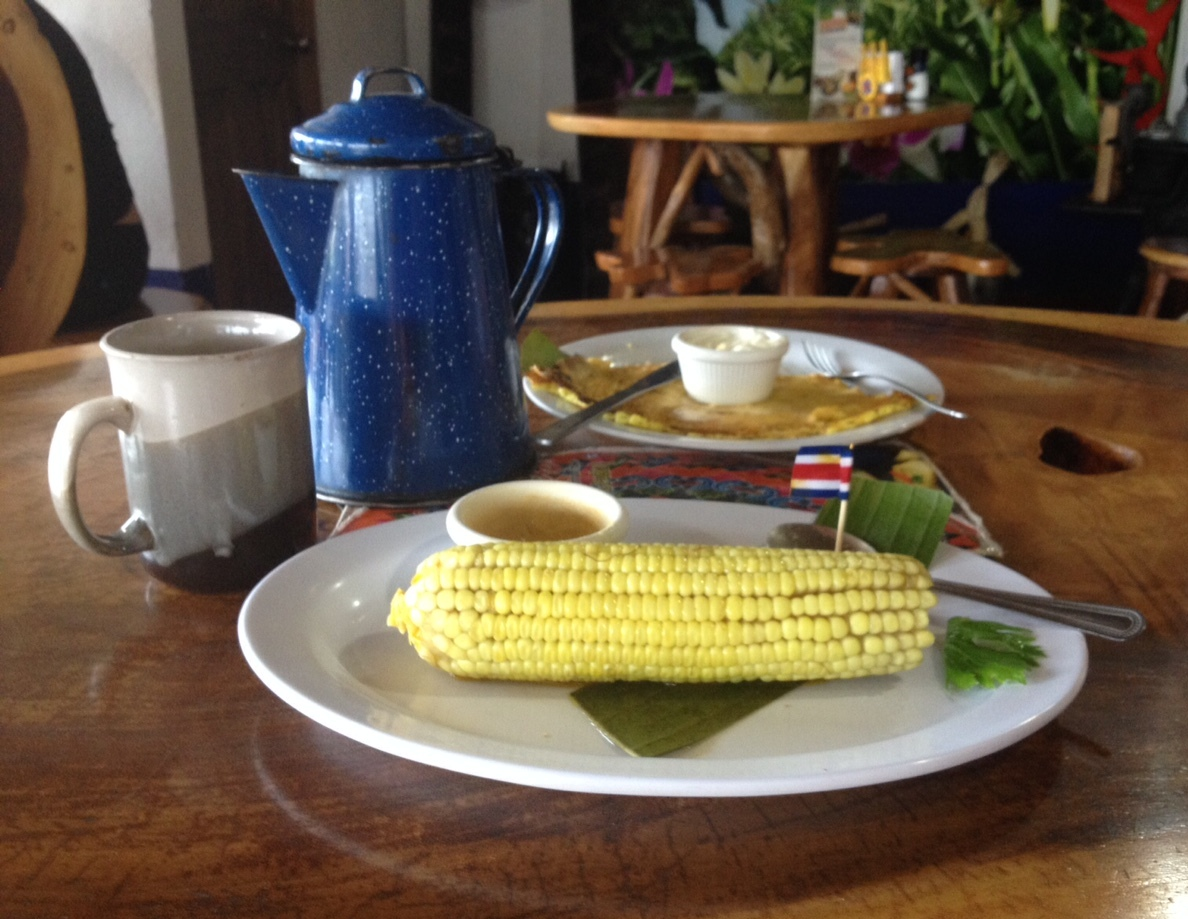
Gastronomía tica donde destaca el café chorreado en la mesa, el elote tierno, la chorreada con natilla, sobre muebles rústicos

La identidad nacional de Costa Rica refiere a la cultura colectiva de la costarriqueñidad, unida mediante un amplio cúmulo de rasgos que unen al pueblo costarricense y le permiten identificarse como tal.
Además del factor histórico, Costa Rica tiene un conjunto de elementos que lo definen: sus tradiciones, idiomas, gastronomía, héroes, leyendas, mitos, símbolos y todo aquello que está presente en lo cotidiano y es considerado genuino de la nación. Como dijo Jacques Le Goff "...en el punto de unión entre lo individual y lo colectivo, entre el tiempo de larga duración y el cotidiano, entre lo inconsciente y lo intencional, entre lo estructural y lo coyuntural, entre lo marginal y lo general."

## Arte

### Escultura y pintura

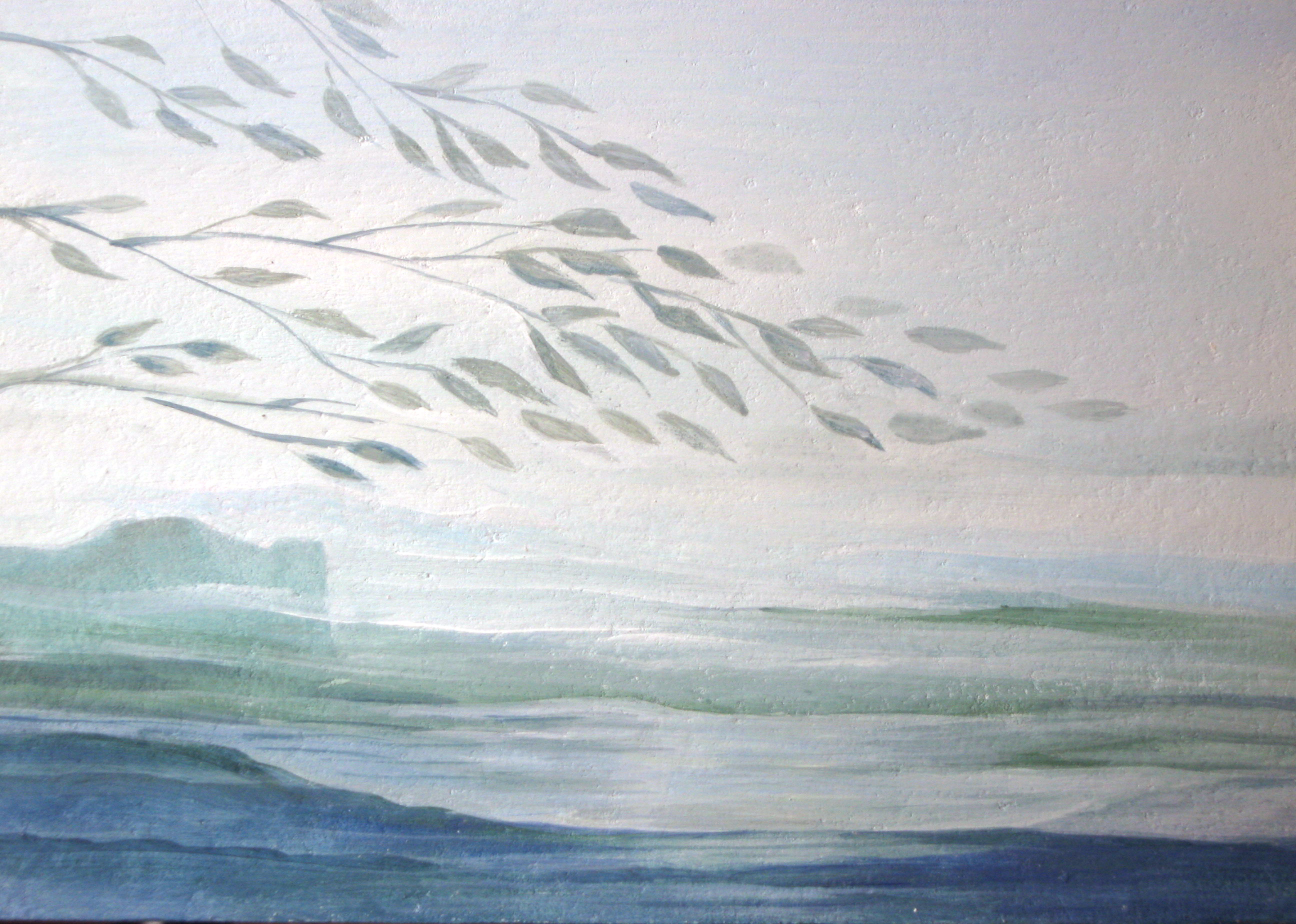
Nostalgia, de Marta Yglesias.

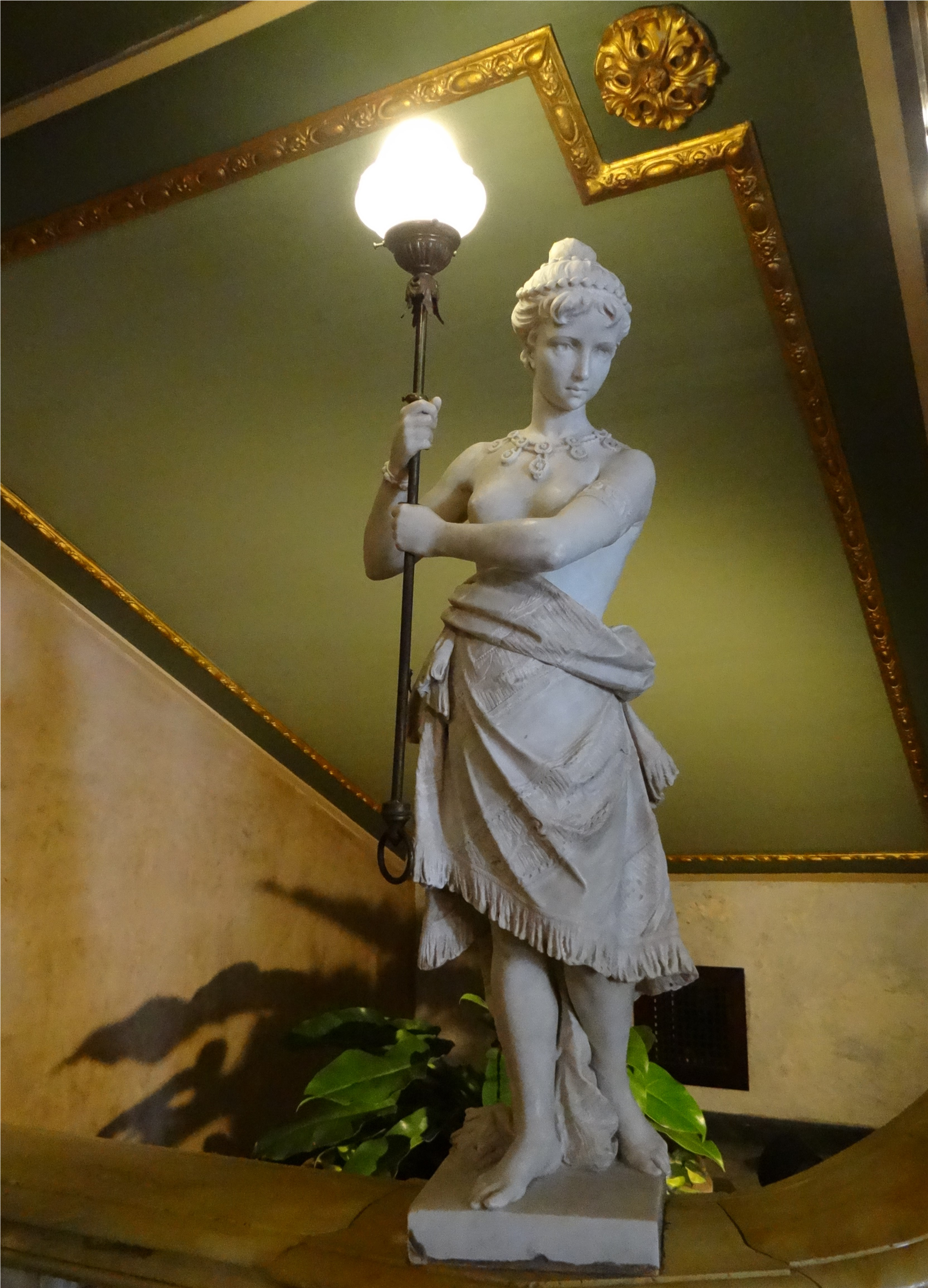
Escultura en el Teatro Nacional de Costa Rica.

El arte de Costa Rica tiene su fundamento más antiguo en el arte precolombino, que se destacó principalmente por la escultura en piedra, la cerámica y la elaboración de objetos suntuarios de jade y oro. Con la llegada de los europeos, se desarrolló la imaginería religiosa, que sería la base principal de la escultura nacional, cuyos primeros exponentes aparecieron hacia mediados y finales del siglo XIX. A partir de finales del siglo XIX, el arte costarricense recibió influencias principalmente de la tradición clásica europea, con la presencia de maestros inmigrantes cuya labor llevó a la conformación de la Academia Nacional de Bellas Artes en 1897. En la escultura, dominó el tema clásico con talla directa en mármol, mientras que en la pintura se dio énfasis al retrato, la pintura histórica y la representación realista del paisaje.
A principios del siglo XX, surgió entre los jóvenes artistas costarricenses la necesidad de desarrollar una identidad propia del arte costarricense, lo que llevó a muchos de ellos a cuestionar los modelos artísticos vigentes, y adoptar nuevas vanguardias artísticas donde predominase el tema vernáculo, el desnudo femenino, lo indígena y la condición humana. Se buscaron temas nacionalistas como la casa de adobe y el paisaje rural costarricense. Este movimiento va a dar como resultado el surgimiento de una identidad nacional en el arte plástico costarricense, reflejado en la pintura, la escultura y la literatura. Surge una generación de artistas que va a impulsar el arte nacional ajeno al estilo académico, alejado de los cánones clásicos y la pintura de tono europeo, utilizando con ello nuevos materiales y técnicas, como talla directa en roca volcánica y madera, y el uso de la acuarela. 
En la década de 1940 se fundó la Universidad de Costa Rica y se realizaron importantes modificaciones en los planes de estudio de la Escuela de Bellas Artes. A partir de la década de 1950, surgió un nuevo interés del Estado, y el arte costarricense aspiró a la internacionalización. El abstraccionismo incursionó en el país en la década de 1960, causando una verdadera revolución en el ámbito artístico nacional, nunca expuesto previamente a esta nueva vanguardia. Luego de los años sesenta, el arte nacional se abrió a una serie de estilos, búsquedas, lenguajes y materiales.
A partir de la década de 1980, el arte nacional recibirá un nuevo impulso no solo en el ámbito público sino también en el privado, que va a repercutir decididamente en el rumbo de la plástica nacional durante las dos últimas décadas del siglo xx. La fundación de galerías de arte privadas permitirá al artista tener mayores posibilidades de expansión. Aparecerán los pintores postmodernistas, con una mezcla de técnicas y temas, inspirándose en aspectos de la modernidad como los medios de comunicación y el turismo.
Entre los artistas plásticos costarricenses más importantes, se pueden citar:
| - Fadrique Gutiérrez - Juan Ramón Bonilla - Juan Rafael Chacón - Tomás Povedano - Emil Span - Ezequiel Jiménez Rojas - Enrique Echandi | - Francisco Zúñiga - Teodorico Quirós - Manuel de la Cruz - Francisco Amighetti - Juan Manuel Sánchez - Néstor Zeledón Varela - Fausto Pacheco - Luisa González de Sáenz - Max Jiménez - Margarita Bertheau | - César Valverde - Rafael Ángel García - Lola Fernández - Néstor Zeledón Guzmán - Hernán González Gutiérrez - Ana Griselda Hine - Luis Daell | - Rafa Fernández - Gonzalo Morales Sáurez - Leonel González Chavarría - Isidro Con Wong - Rafael Sáenz Rodríguez - Ibo Bonilla Oconitrillo - Jorge Jiménez Deredia |

- Ricardo "Chino" Morales

### Arquitectura

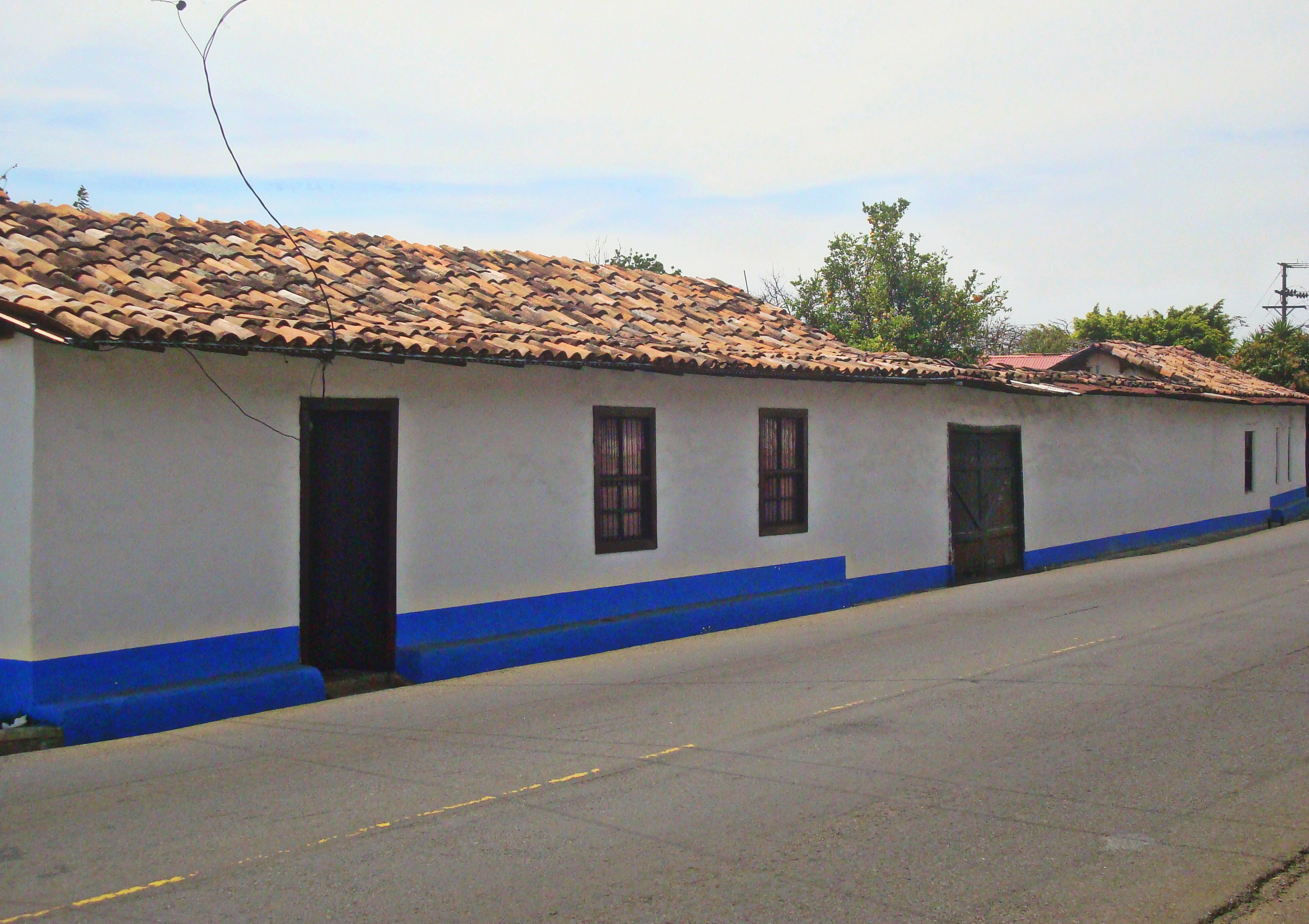
Casa de adobe en San Pablo de Heredia. Por su volumetría, distribución funcional y bioclimática, la casa de adobe ha llegado a convertirse en una figura emblemática de la identidad y la arquitectura nacional, representada en diversas obras de arte. Parte fundamental del paisaje rural del país, se acostumbraba pintarlas de dos colores: el blanco, que se obtenía de la cal, y con el que se cubría la parte superior de las paredes, en tanto que, en la parte baja se usaba el azul prusia, color natural que se extraía de un arbusto denominado añil. Junto con el rojo del techo de tejas, se forma una composición de colores que recuerda a la bandera de Costa Rica.

La arquitectura de Costa Rica se origina desde hace miles de años con sus pobladores nativos, cuyas herencias persisten en la actualidad mediante las esferas de piedra por ejemplo, y posteriormente con el contacto entre estos grupos y los europeos, la colonización del territorio, la fundación del país moderno e intensas inmigraciones; donde se dan diversas mezclas, adaptaciones y utilizaciones de estilos arquitectónicos de todo el mundo.

En un punto coinciden los estudiosos de la historia de la arquitectura de Costa Rica: el apreciado pero exigente clima tropical ha logrado que a través de los siglos, los estilos de diseño transnacionales hayan tenido que adaptarse al bioclimatismo local, porque si el arquitecto no lo prevé, el usuario lo hará de la mano de un operario. Y esto le ha dado a la arquitectura costarricense un hilo conductor dentro de tantas corrientes invitadas a través del tiempo. Para su estudio, la arquitectura de Costa Rica se ha dividido en seis periodos:
| Diorama de un asentamiento urbano precolombino      | Antiguo (1000-2000 a. C.) Primeros vestigios de asentamientos urbanos. |
| Calzada de piedra en el Monumento nacional Guayabo. | Cacicazgos (2000 a. C. y 1560) Se da la conformación de unidades sociales en organizaciones políticas, militares y religiosas más complejas (cacicazgos), con la construcción de mayores asentamientos, como el del sitio del Monumento Nacional Guayabo, así como diferenciaciones en las construcciones de acuerdo a la región arqueológica donde se asentaron los núcleos de población (Gran Nicoya, Región Central y Atlántica, Diquís), siendo destacable la elaboración de esferas de piedra, manifestación artística que pasará al imaginario colectivo nacional y tendrá determinante influencia en la arquitectura de épocas posteriores. |
| Iglesia colonial de Orosi en Cartago                | Colonial (1560-1848) Iniciado luego de la conquista española en 1560 y hasta 1848, y caracterizado por construcciones de sencilla elaboración, generalmente de adobe (como la Iglesia de Orosi), con la conformación de dos tipos de población: los pueblos de indios y las villas coloniales, sin darse la construcción de grandes obras arquitectónicas. |
| Liceo de Heredia                                    | Republicano (1848-1920) Se da la consolidación de la independencia y la formación de un estado y una identidad nacionales, así como la introducción de versiones criollas de las grandes tipologías arquitectónicas vigentes en Europa durante esta época y traídas al país por gran cantidad de inmigrantes (arquitectura neoclásica, arquitectura victoriana, arquitectura neogótica, etc), siendo esta época la de la construcción de importantes obras como el Teatro Nacional de Costa Rica |
| Tribunales de Justicia en San José.                 | Moderno Gran influencia de movimientos artísticos como el art nouveau, el art decó, la arquitectura modernista, y a partir de la segunda mitad del siglo, el estilo moderno internacional, utilizado en las grandes construcciones para albergar a las instituciones autónomas y gubernamentales creadas a partir de la Guerra Civil de Costa Rica, siendo hito importante la creación de la Escuela de Arquitectura de la Universidad de Costa Rica; |
| Aeropuerto Internacional Juan Santamaría            | Postmoderno o contemporáneo El bioclimatismo, la construcción verde y la sustentabilidad marcan la pauta, con importante participación de la empresa privada. |

#### Patrimonio histórico-arquitectónico
En cada provincia de Costa Rica existen varios edificios que han sido catalogados como parte del patrimonio arquitectónico de la nación, tanto por su particular arquitectura como por su importancia histórica. Muchos de estos inmuebles se han vuelto parte inherente del acervo cultural de la población en la que se ubican y del país, volviéndose en muchos casos puntos de referencia y signos de identidad cultural nacional y local. Entre ellos destacan escuelas, teatros, iglesias y antiguos edificios de gobierno.

Edificios patrimoniales de Costa Rica
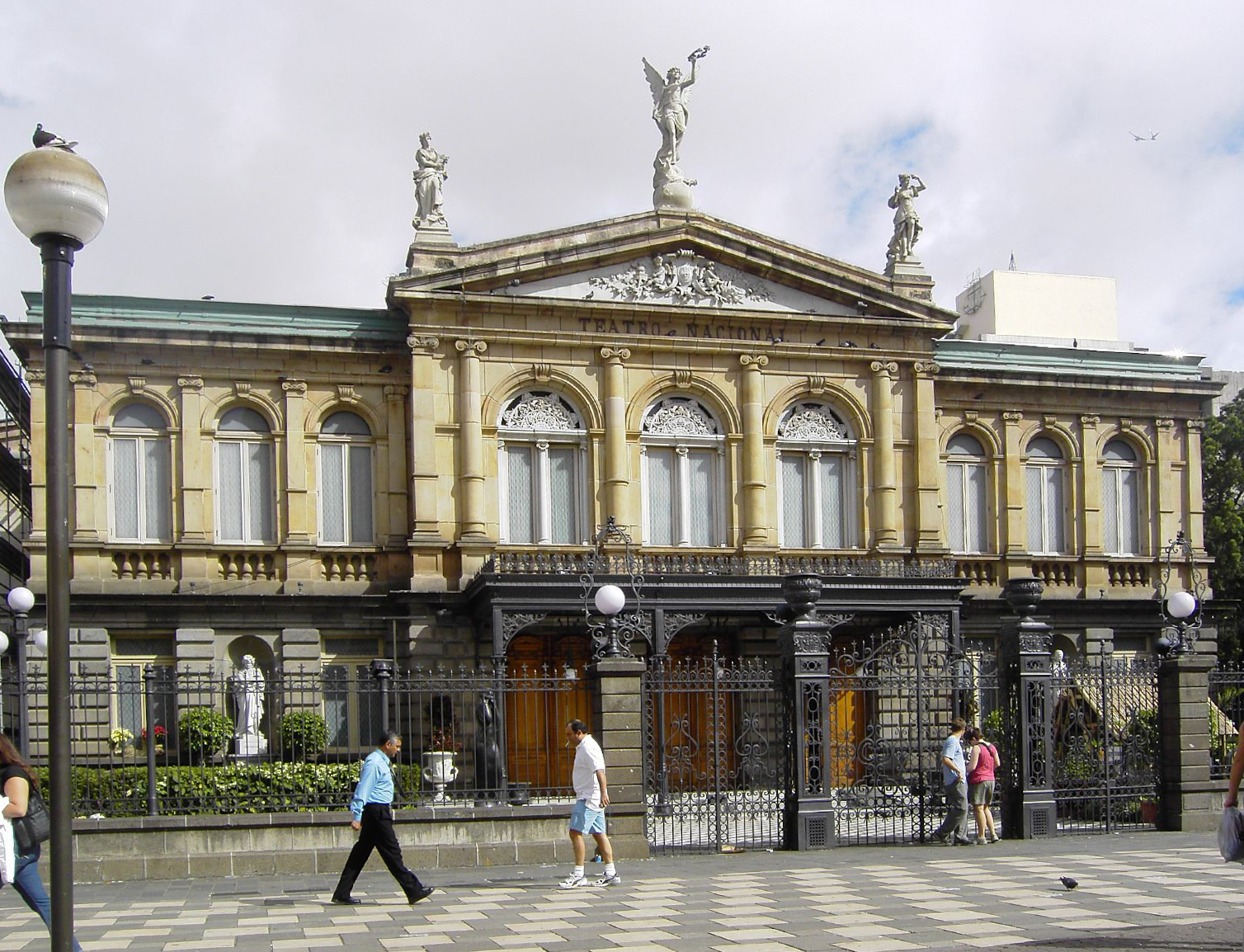
Teatro Nacional de Costa Rica en San José.
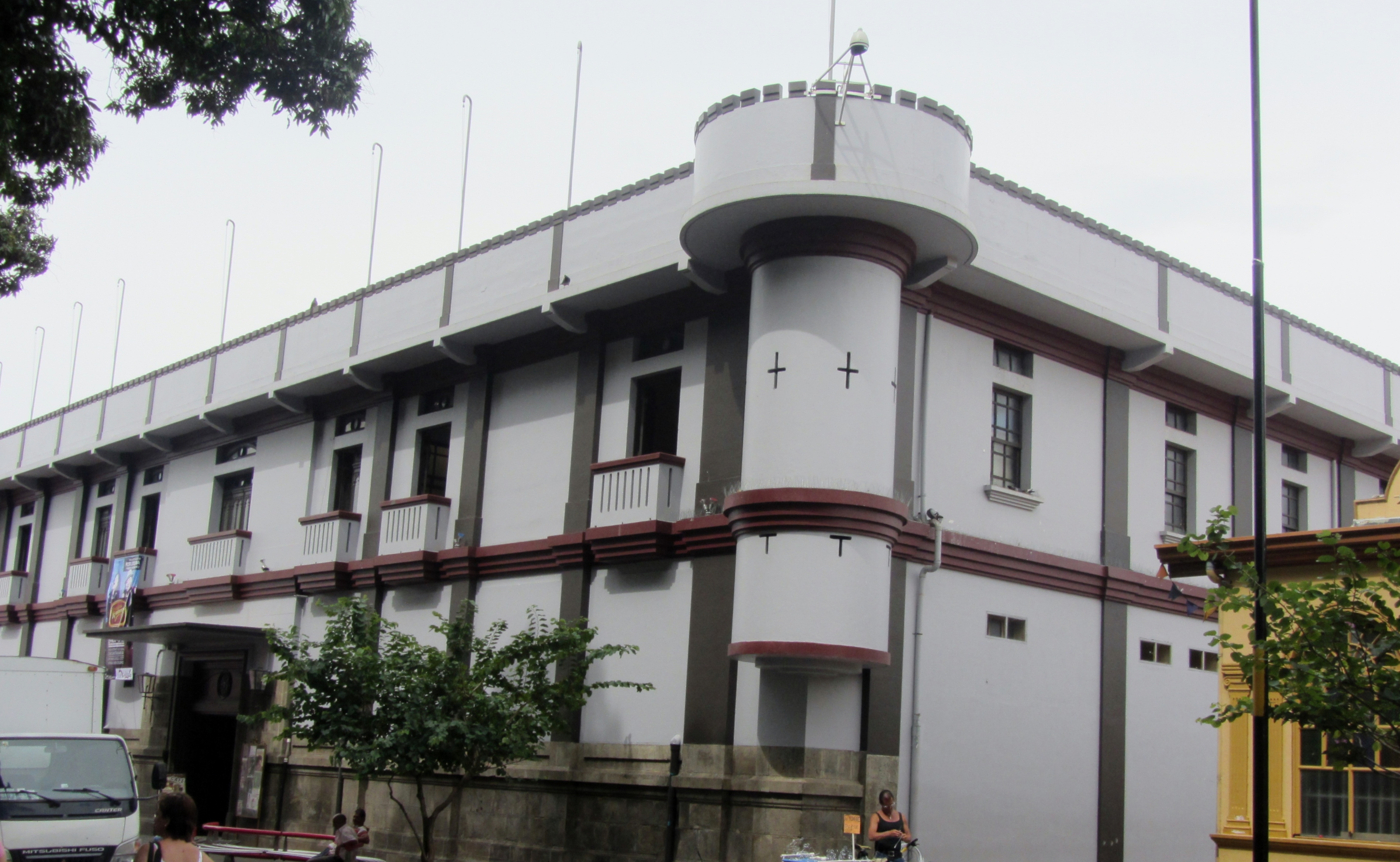
Museo Histórico Cultural Juan Santamaría en Alajuela.
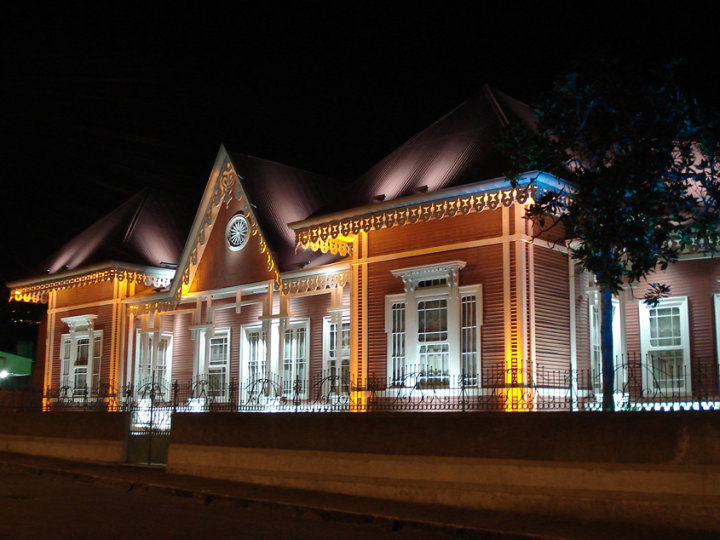
Casa Jiménez Sancho en Cartago.
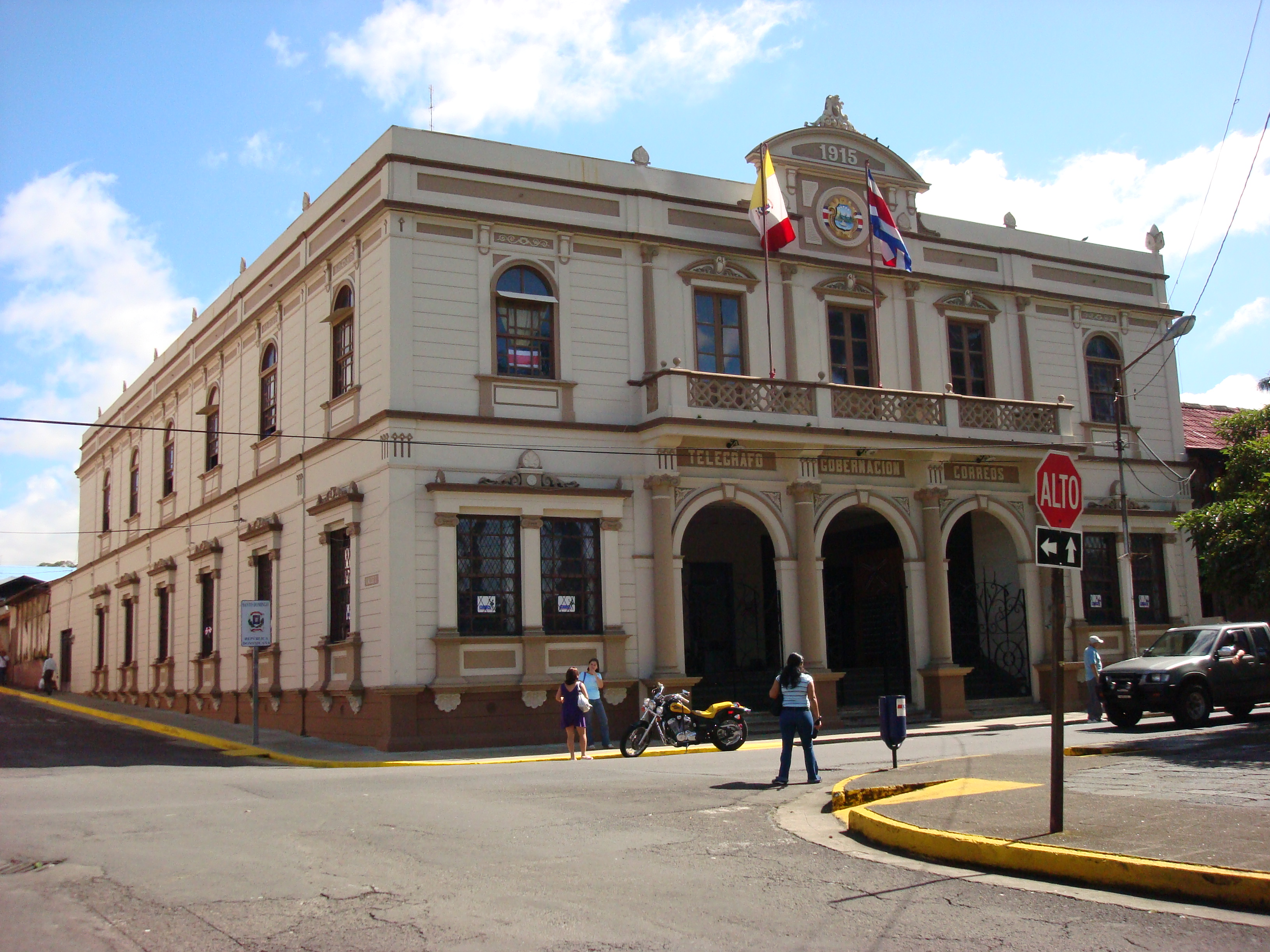
Edificio de Correos de Heredia.
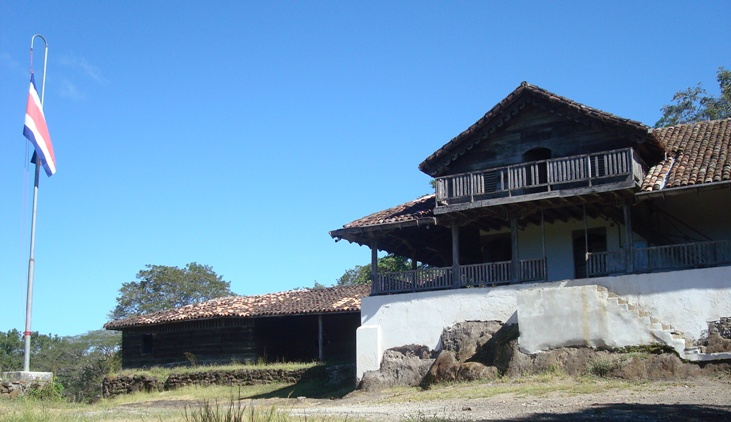
Casona de la Hacienda Santa Rosa en Guanacaste.
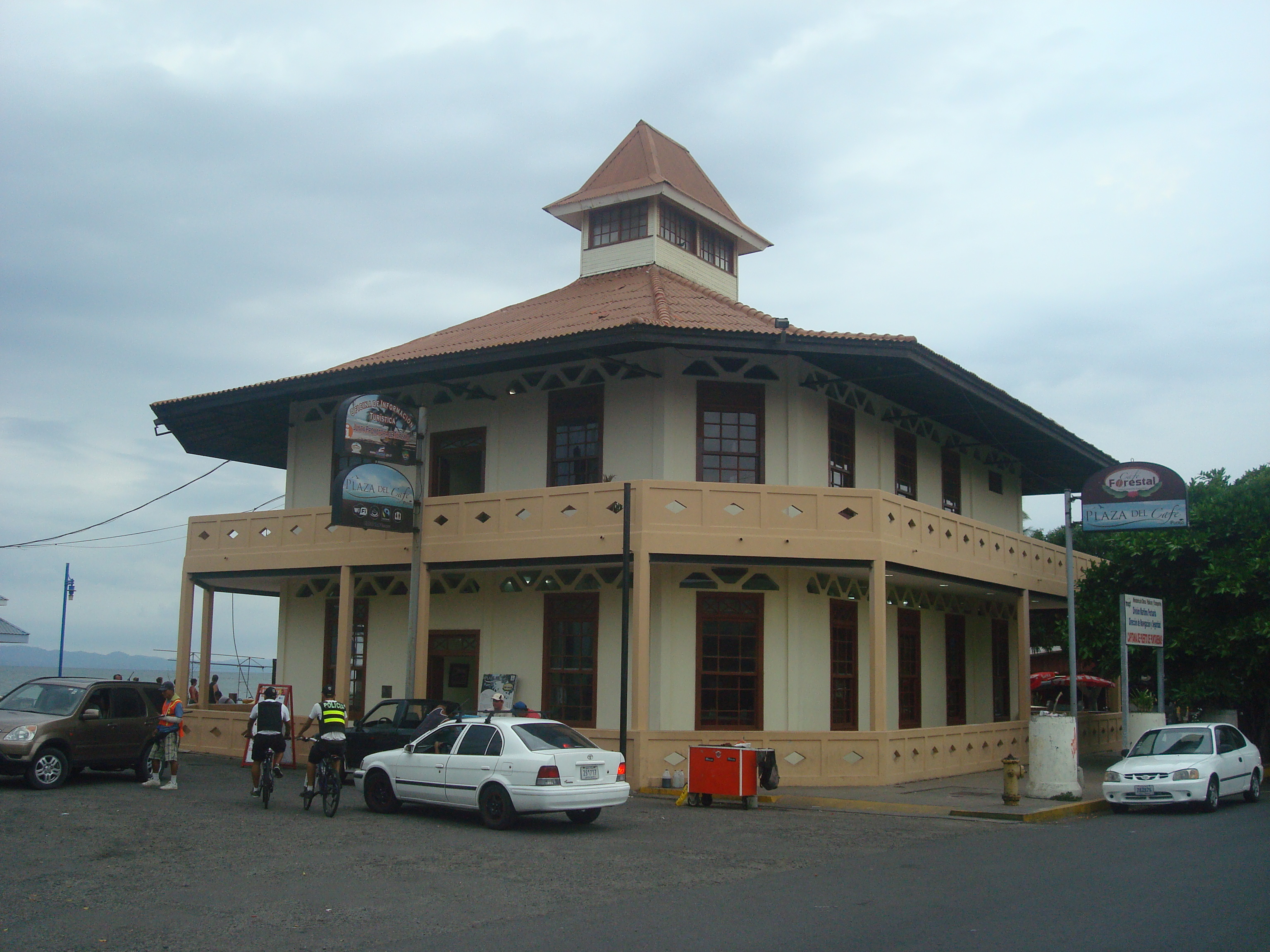
Antigua Capitanía del Puerto de Puntarenas.
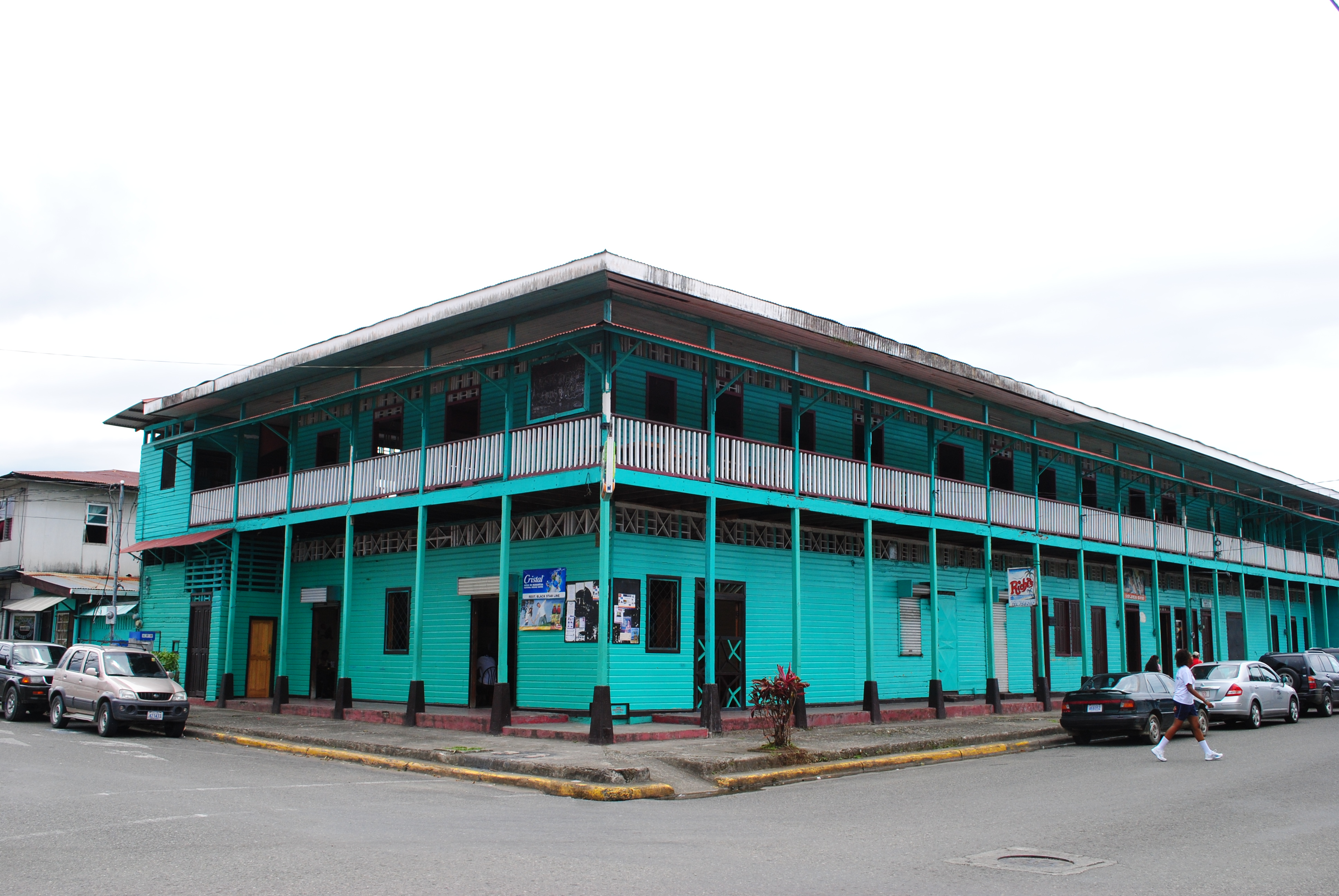
Edificio Liberty Hall en Limón.

#### Parques y plazas
Cada pueblo tiene sus parques urbanos, plazas y jardines con arraigo en la cultura popular, de relevancia histórico o referente social. Al igual que en otros países, los espacios públicos en Costa Rica han tenido, a lo largo de la historia, un valor muy importante para el desarrollo de la sociedad, en su papel de sitios de reunión, socialización, expresión o manifestación cultural, así como su importancia en la definición de la configuración de la ciudad. Estos espacios públicos se encuentran al alcance de los habitantes y su uso busca alcanzar el provecho colectivo.

Parques y plazas de Costa Rica
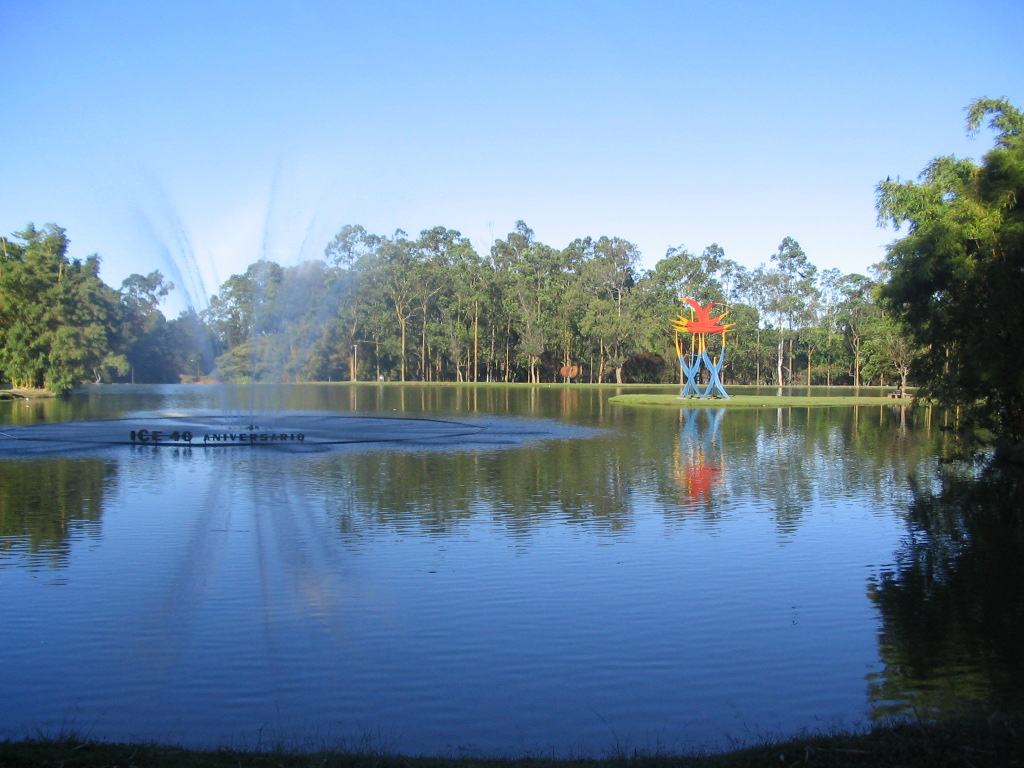
Parque Metropolitano La Sabana. Considerado el pulmón de San José.
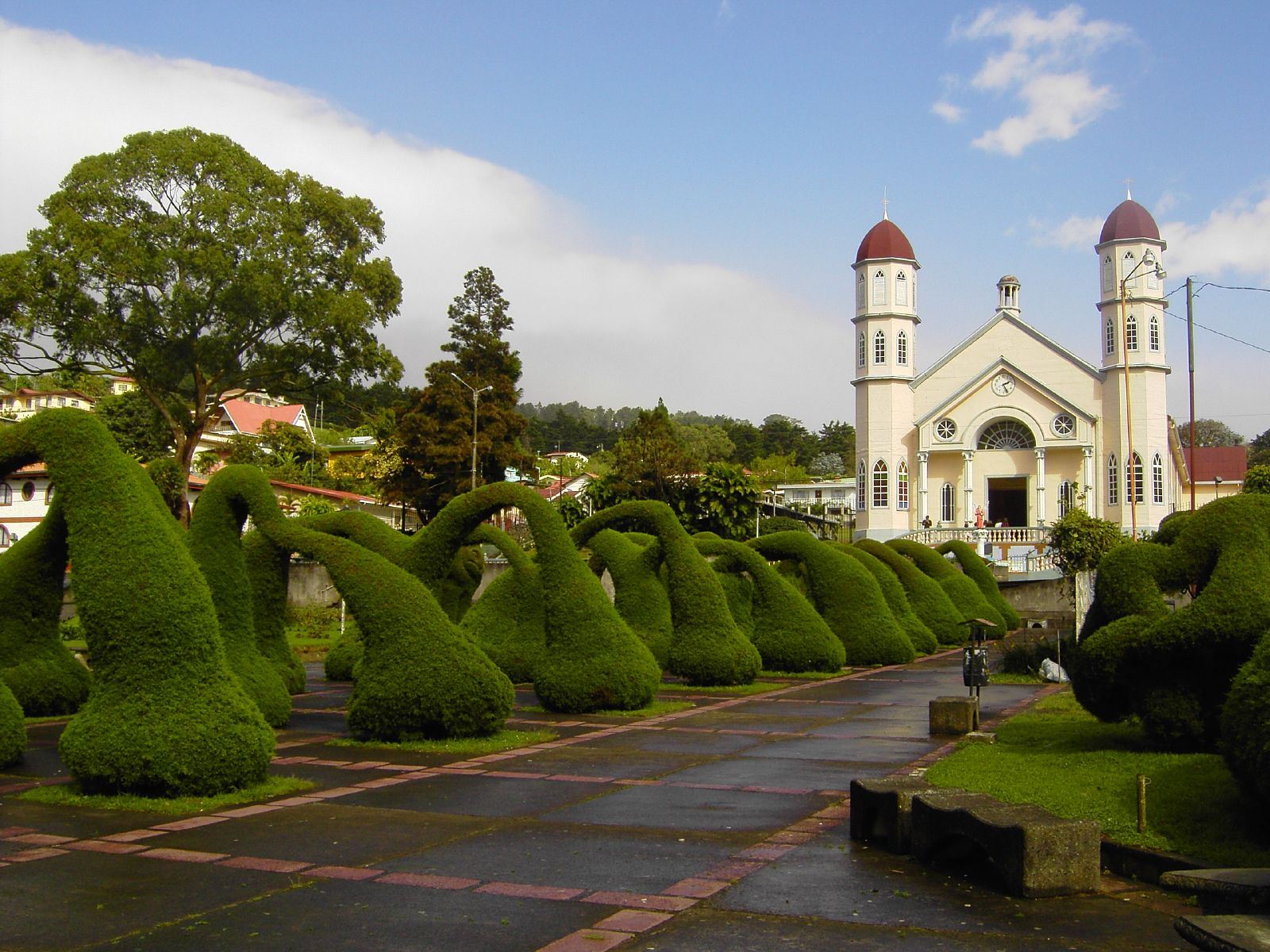
Parque Evangelista Blanco Brenes de Zarcero, Alajuela. Conocido mundialmente por sus topiarios.
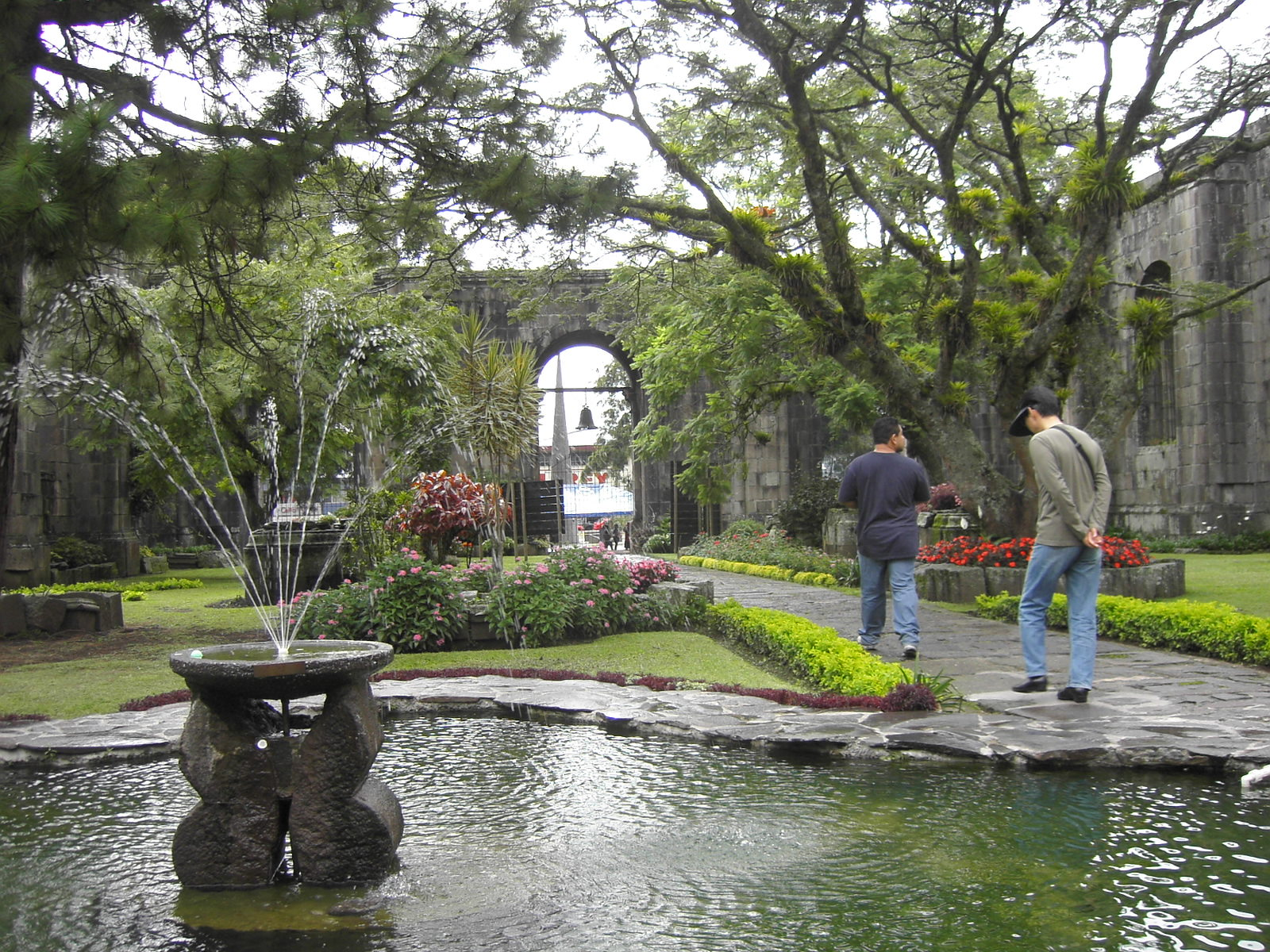
Parque dentro de las Ruinas de la Parroquia de Santiago Apóstol, en Cartago.
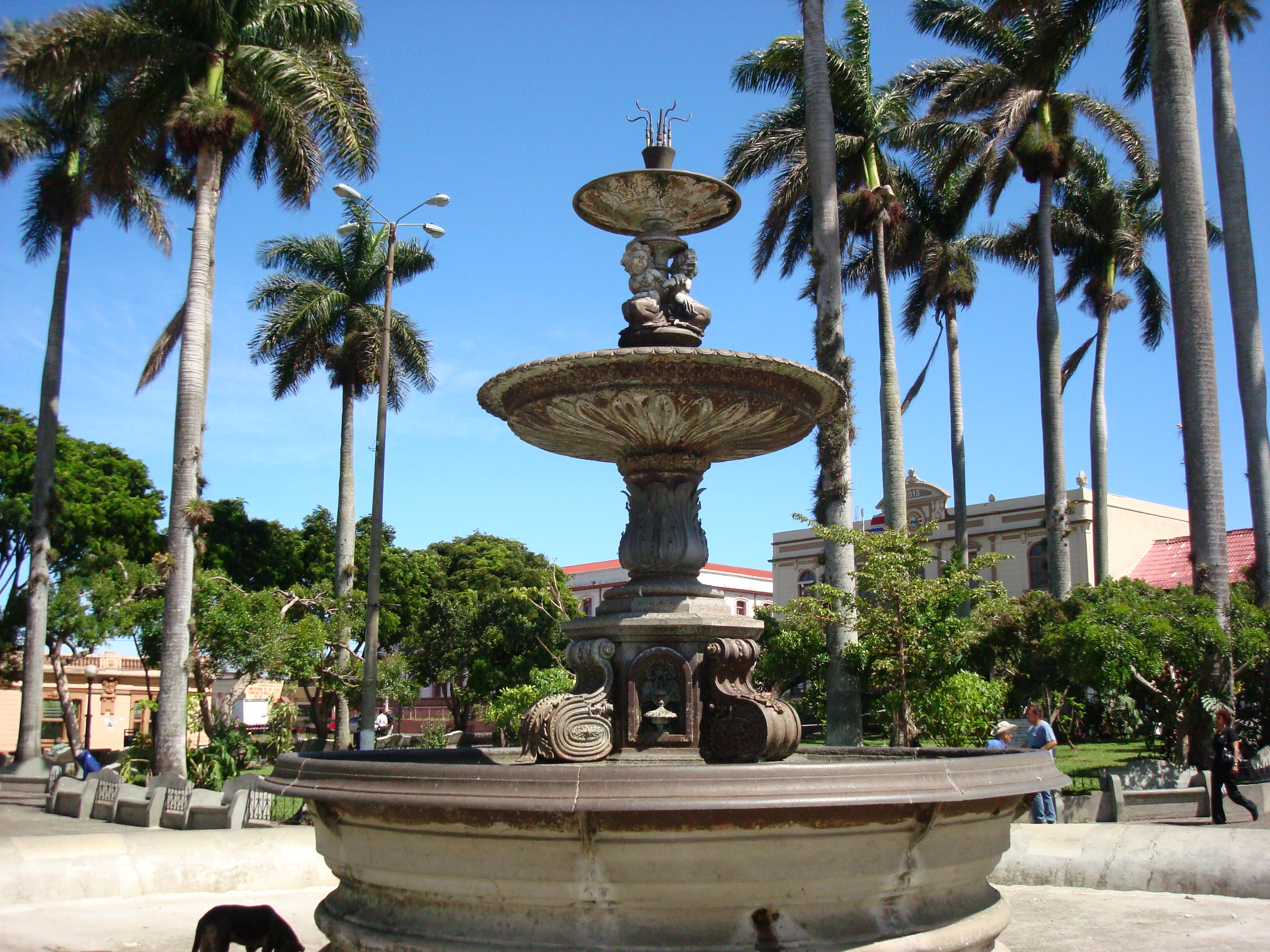
Parque central de la ciudad de Heredia.
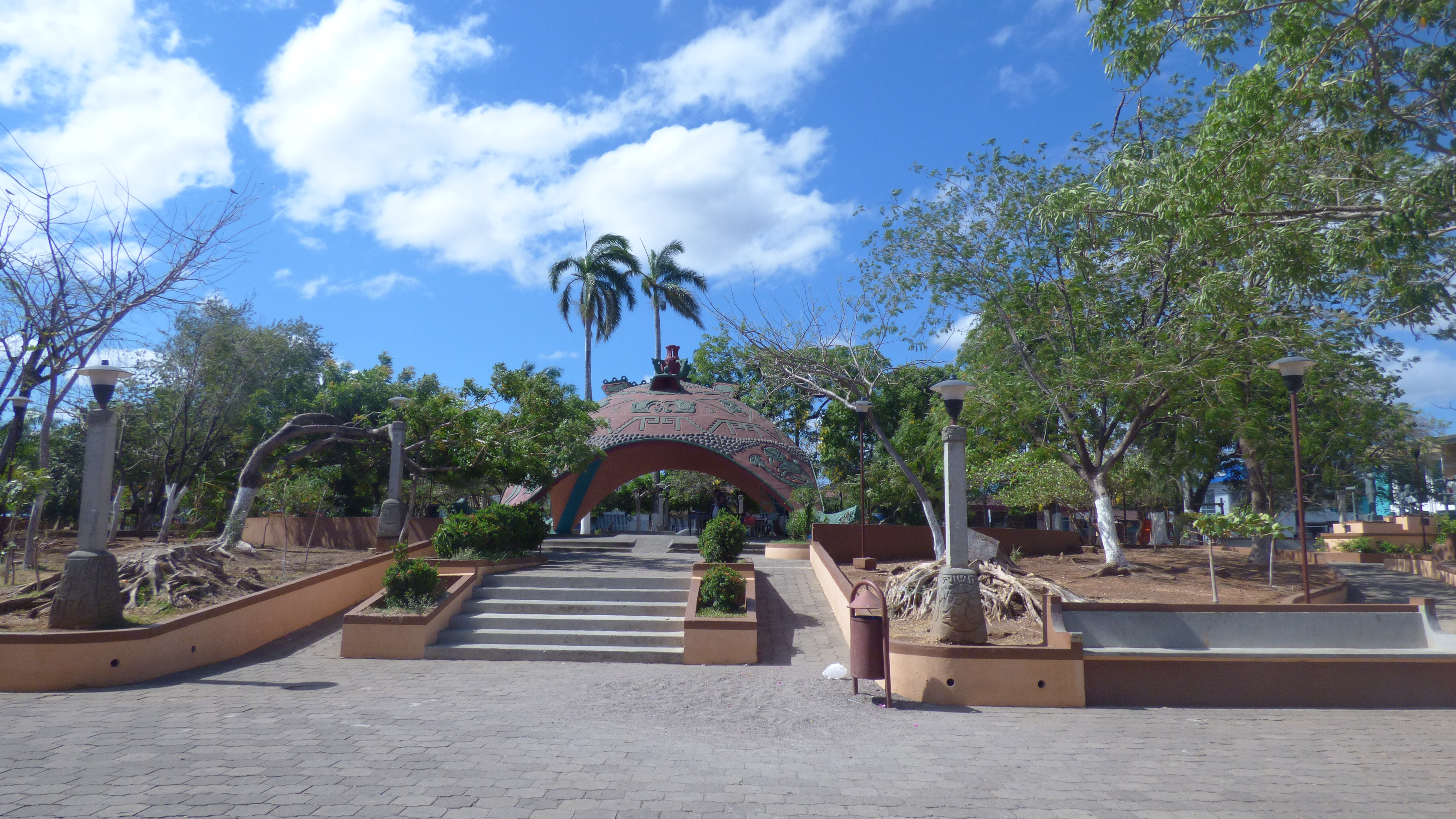
Parque de Santa Cruz, Guanacaste.
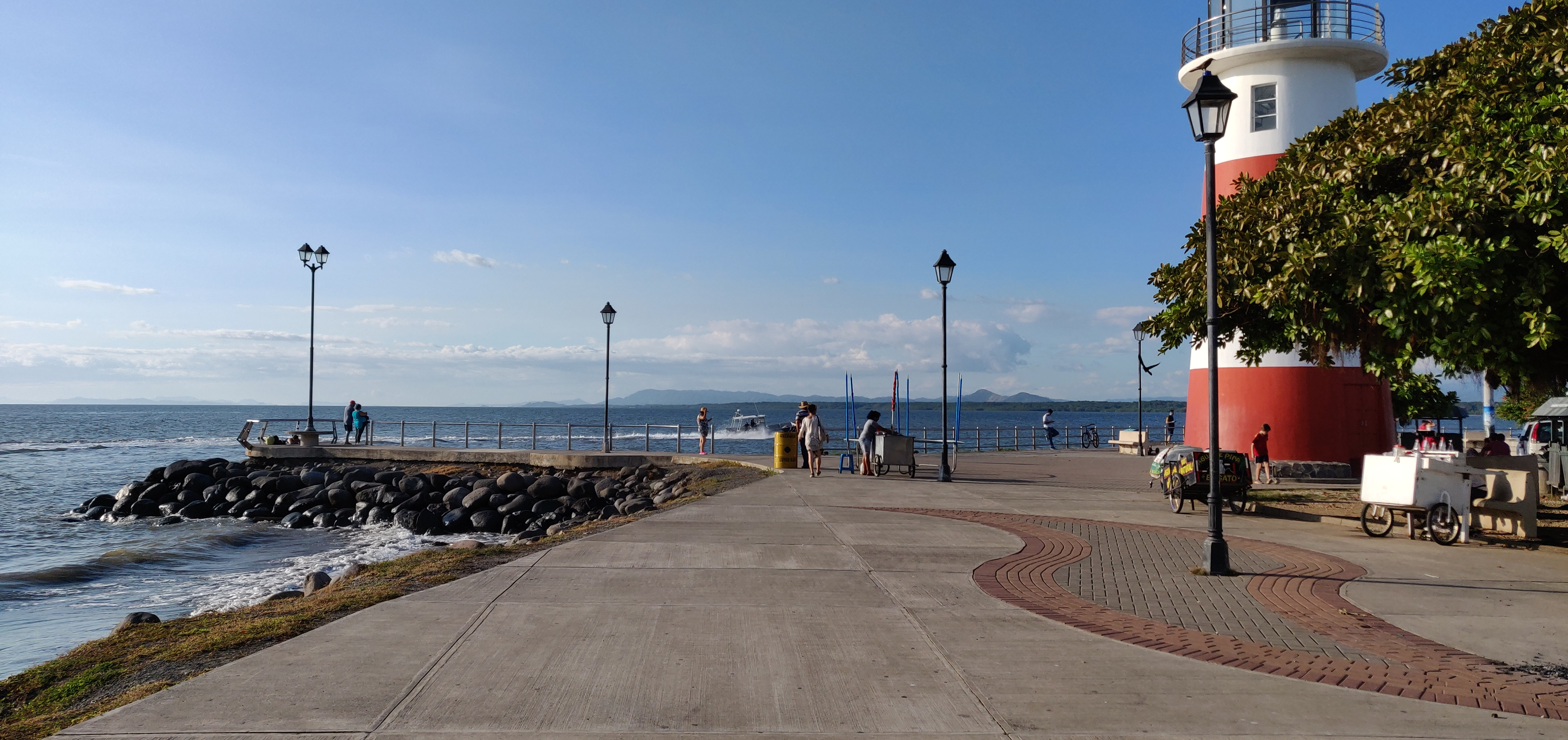
Paseo marítimo en Puntarenas.
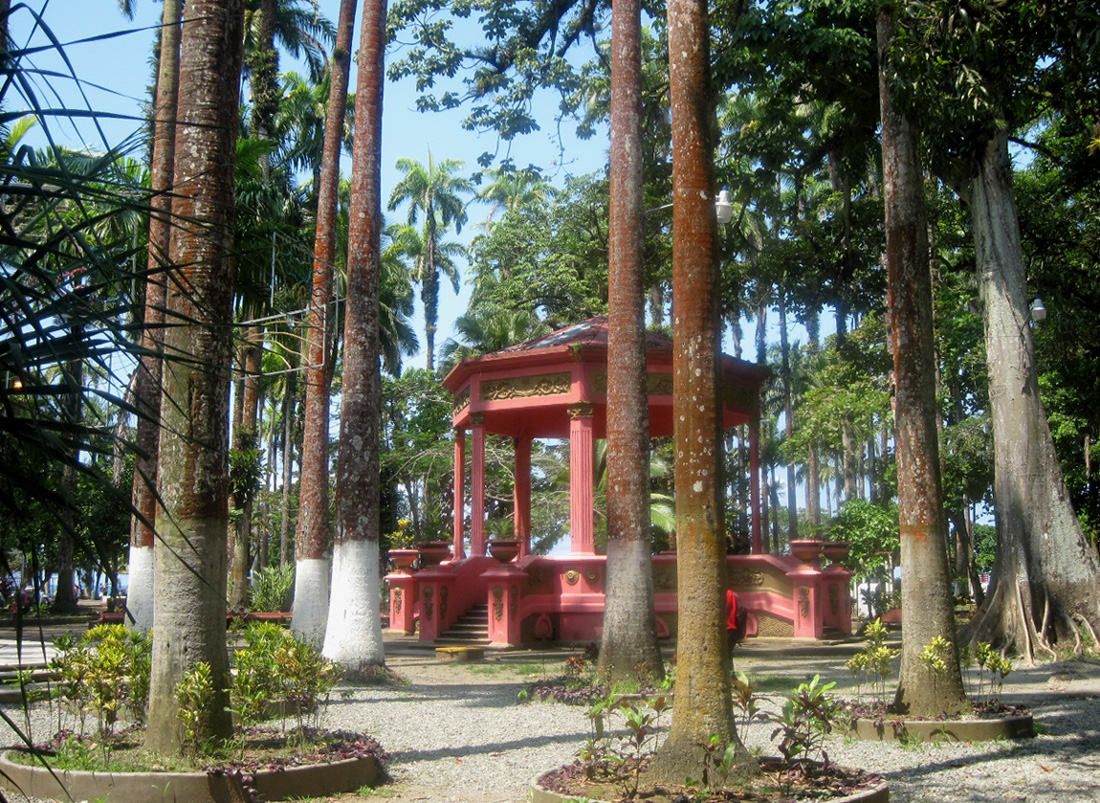
Parque Balvanero Vargas de Limón. Herencia de la arquitectura victoriana introducida por los afroantillanos.

### Instituciones de conservación

#### Museos

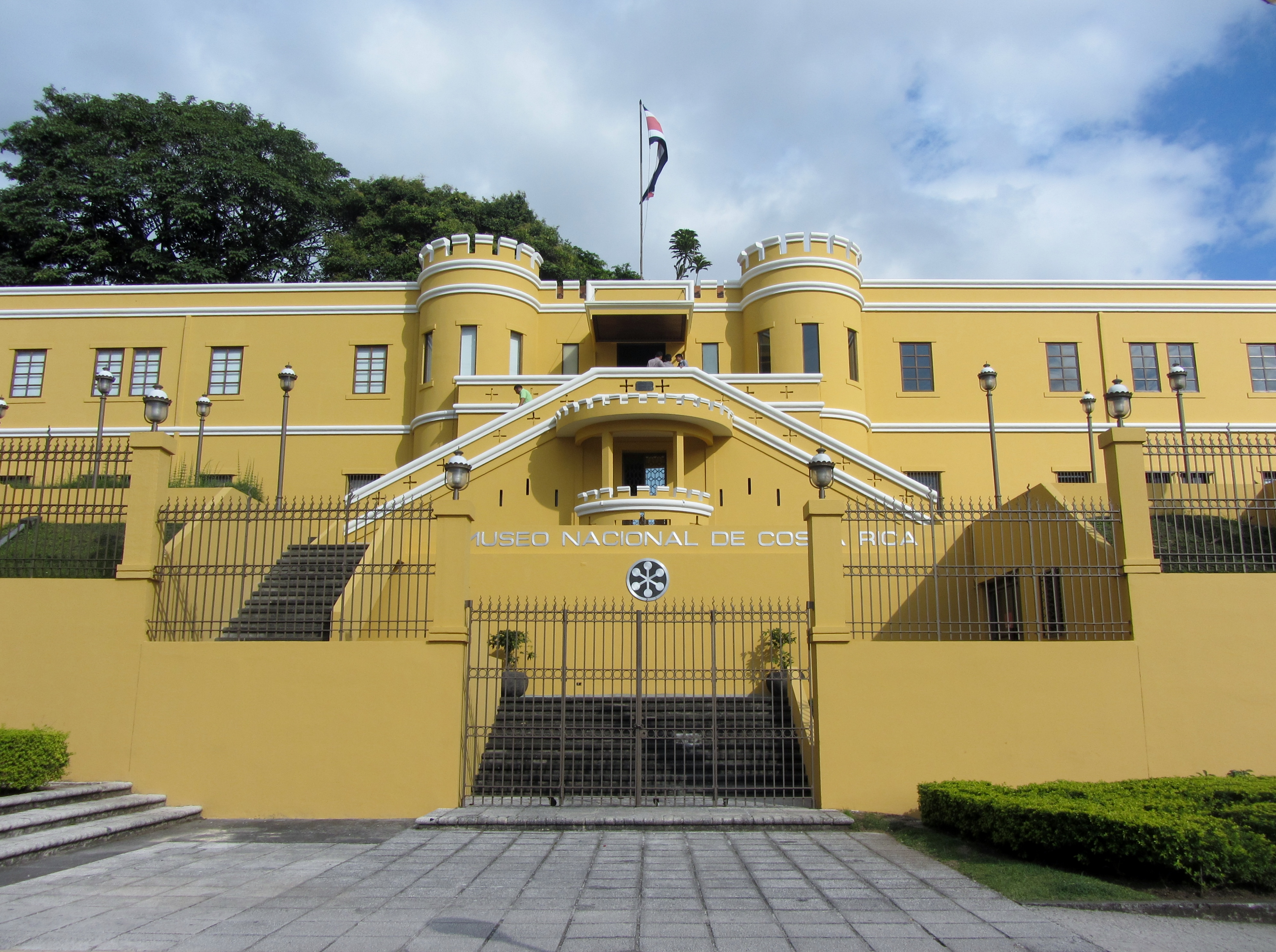
Fachada del Museo Nacional de Costa Rica.

Costa Rica cuenta con gran diversidad de museos especializados en todos los ámbitos: antropología, arqueología, artes, cultura popular, entomología, filatelia, historia, historia natural, numismática, etc. La principal institución es el Museo Nacional de Costa Rica, creado en 1887, que se encuentra actualmente en el Cuartel Bellavista, un antiguo edificio en forma de fortaleza que data de 1917, que luego de la abolición del ejército nacional en 1949 pasó a ser administrado por el museo y es su sede principal. El museo cuenta con varias salas de exhibición permanente, donde destacan la de historia precolombina, donde se exhiben más de 800 objetos prehispánicos provenientes de las tres grandes áreas culturales del país (Gran Nicoya, Central-Atlántica y Díquis), con una sala especial donde se exhiben piezas de oro precolombinas; la sala colonial, que es la reconstrucción de una antigua casa colonial guanacasteca que fue traslada al recinto del museo; la Casa de los Comandantes, que rescata la belleza arquitectónica del San José de finales del siglo XIX y principios del XX; también existe una sala de exhibición temporal, donde se han realizado exposiciones como la del festival Hinamatsuri de muñecas provenientes del Japón. El museo también cuenta en sus instalaciones con la Biblioteca Héctor Gamboa Paniagua y un mariposario.
En los bajos de la Plaza de la Cultura, se encuentran los museos del Banco Central de Costa Rica, localizados en un edificio subterráneo construido bajo esta plaza en la década de 1980. Este edificio fue construido por los arquitectos costarricenses Edgar Vargas, Jorge Bertheau y Jorge Borbón. Está construido en forma de pirámide invertida, cuenta con tres niveles y es el único edificio subterráneo del país. Cuenta con cinco galerías donde se exhiben exposiciones plásticas. En este edificio se encuentran el Museo del Oro Precolombino y el Museo de Numismática Jaime Solera Bennett. El Museo del Oro Precolombino alberga una colección de 1600 piezas de oro prehispánico que datan del 500 al 1500 a. C. Además de las piezas, se exhiben dioramas que reconstruyen la vida cotidiana de los indígenas costarricenses previo al contacto europeo, así como la reconstrucción de una tumba real de la zona del Díquis, exhibiciones que explican el uso y función de las piezas, la tecnología metalúrgica utilizada para elaborarlas y su función social, religiosa y cultural para los pueblos aborígenes. El Museo de Numismática, por su parte, presenta una muy completa exhibición de la historia monetaria del país desde la época prehispánica hasta la actualidad.
El Museo del Jade, anteriormente ubicado en la planta baja del Instituto Nacional de Seguros, posee la colección de piezas de jade más grande del mundo, con 2500 objetos. El jade precolombino de Costa Rica, cuya lapidaria data de 500 a. C. a 700 d. C., fue un importante símbolo de rango y poder entre las sociedades autóctonas, y su elaboración se convirtió en una representación verdaderamente significativa del arte precolombino nacional. Además, el museo resguarda más de 3000 piezas de cerámica, donde destaca la cerámica nicoyana, patrimonio cultural del país. Desde 2014 ocupa un moderno edificio de cinco pisos en las cercanías de la Plaza de la Democracia.
El Museo de Arte Costarricense se localiza en el Parque Metropolitano La Sabana, dentro de las instalaciones de la antigua terminal aeroportuaria de El Coco, en un inmueble de estilo neocolonial construido en la década de 1930. Esta institución lidera las principales actividades relacionadas con las artes plásticas de Costa Rica. Reúne y exhibe piezas artísticas de diversos artistas nacionales e internacionales, y cuenta con más de 6000 obras en su colección (pintura, escultura, fotografía, etc).
Otros museos importantes son el Museo Histórico Cultural Juan Santamaría en Alajuela, el Museo de la Cultura Popular en Barva de Heredia, el Centro Costarricense de la Ciencia y la Cultura, que alberga el Museo de los Niños, el Museo de Arte y Diseño Contemporáneo, etc.

## Artes escénicas

### Teatro

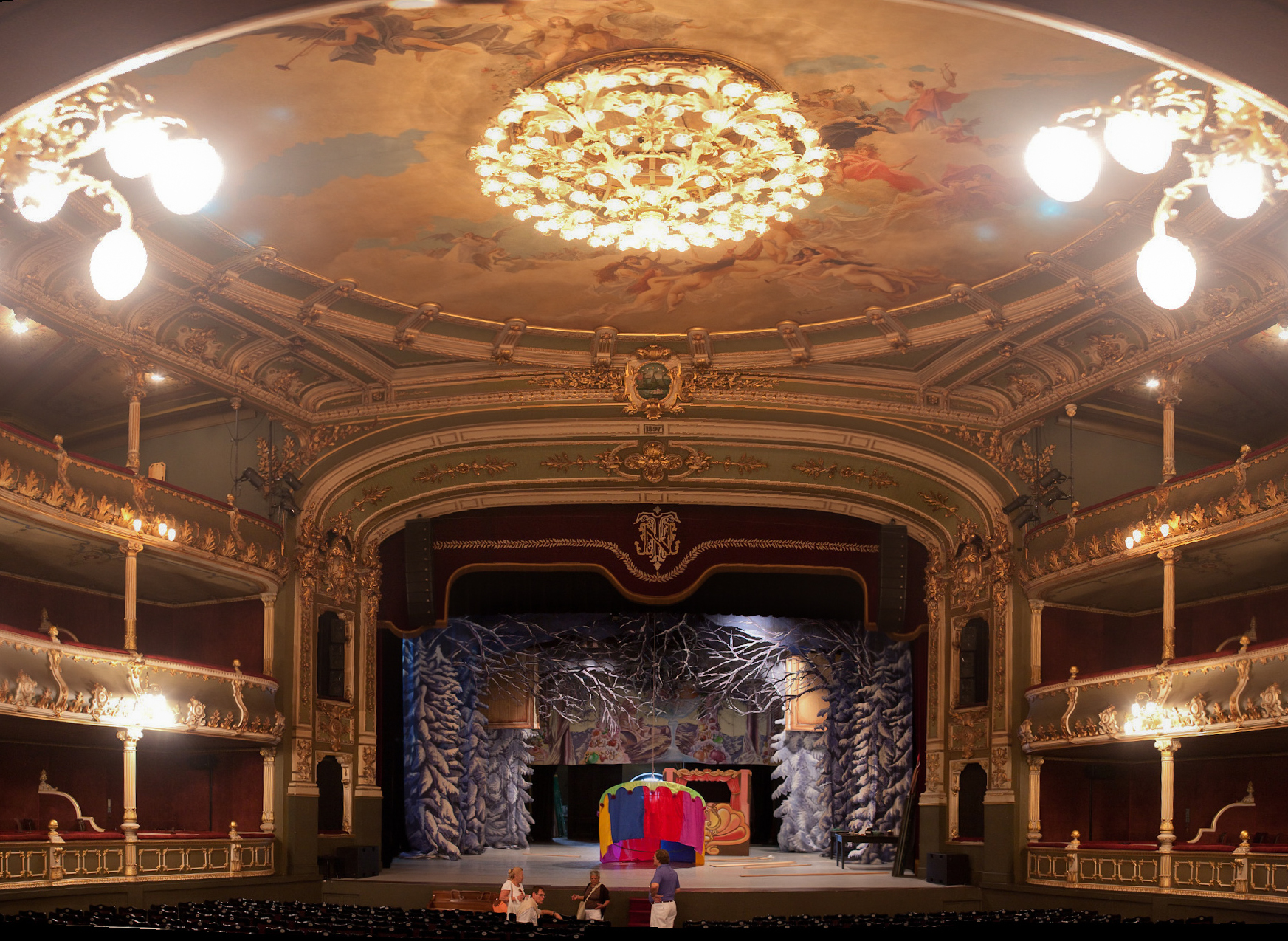
Vista del escenario y los palcos del Teatro Nacional de Costa Rica.

El teatro comenzó a manifestarse en Costa Rica durante la época de la colonización española, primeramente con obras traídas por los sacerdotes católicos, los cuales las utilizaron como método de evangelización. Tras la independencia en 1821, empezaron a arribar al país algunas compañías teatrales, provenientes de España, Italia y Francia, que presentaban sus obras en galerones y corrales de comedia al aire libre, como el teatro Villaseñor o el teatro Sifuentes. En 1850, bajo el gobierno de Juan Rafael Mora Porras, se construyó el Teatro Mora, que cambió su nombre a Teatro Municipal con la caída de Mora en 1860. Este teatro fue el lugar donde se presentaron las compañías teatrales entre 1860 y 1888, cuando el edificio fue destruido por un terremoto.
En 1891, fue inaugurado el Teatro Variedades, cuya importancia cultural en el desarrollo de la sociedad costarricense persiste hasta la actualidad, dado que permitió, a partir de ese momento, la presencia constante de compañías teatrales y otras sociedades artísticas (orquestas, prestidigitadores, circos, estudiantinas, etc), además de organizarse una compañía nacional de aficionados. Para finales del siglo XIX, y con la consolidación de una oligarquía de comerciantes y exportadores del café, principal motor de la economía nacional, el gobierno del presidente José Joaquín Rodríguez Zeledón estableció un impuesto a la producción y exportación del café con el objetivo de construir un teatro, lo que finalmente permitió la inauguración, en 1897, del Teatro Nacional de Costa Rica, con la interpretación de la ópera Fausto de Charles Gounod, por parte de la Compañía de Ópera Francesa Aubry. Además del Teatro Nacional y el Variedades, destacan el Teatro Popular Melico Salazar (1928), el Teatro Municipal de Alajuela, y un sinnúmero de teatros comerciales ubicados principalmente en San José.
En el ámbito operístico Costa Rica ha contado con excelentes cantantes en las últimas décadas, quienes han tenido carreras notables a nivel nacional e internacional. Citando algunos, se puede mencionar a Gonzalo Castellón, Enrique Granados, Zamira Barquero, Rafael Ángel Saborío, Fulvio Villalobos, Guadalupe González, María Marta López, Elena Villalobos, Raquel Ramírez, Anayanci Quirós, Ernesto Rodríguez, Fitzgerald Ramos, José Arturo Chacón e Íride Martínez entre otros.
La producción teatral ha conocido tres periodos importantes: a los primeros modelos de representación dramática a inicios del siglo xx, con obras de Ricardo Fernández Guardia (Magdalena, 1902), Carlos Gagini (Don Concepción, 1903) y Aquileo Echeverría (Pan francés, 1903), sumado a obras de dramaturgos como Ernesto Martén, José Fabio Garnier y Eduardo Casalmigia, siguió un periodo de producción importante en 1930 con la obra de Héctor Alfredo Castro Fernández (Espíritu de rebeldía, 1930; El vitral, 1937; Aguas negras, 1947), y luego una etapa entre 1960 y 1980, con dramaturgos como Alberto Cañas Escalante (La Segua, El luto robado, Uvieta, 1962), Daniel Gallegos (En el séptimo círculo, 1982; La casa, 1972; La colina, 1968, esta última ganadora del Premio Aquileo J. Echeverría); y Samuel Rovinski (Un modelo para Rosaura, 1974; Las fisgonas de Paso Ancho, 1971; El martirio del pastor, 1983), siendo considerada esta época la de mayor auge en la creación de obras de arte escénico. A partir de la década de 1990, el teatro entra en un periodo centrado en la creación de comedias de situación, muchas de ellas que a su vez sirven como crítica social o política, en lo general pintorescas y hasta sencillas, aunque otras carecen de introspección y son de simple proyección comercial, destacándose algunas obras de contenido social como 1856 (Juan Fernando Cerdas y Rubén Pagura), Pancha Carrasco reclama (Lupe Pérez y Leda Cavallini), Eva sol y sombra (Melvin Méndez), Reflejo de sombras (Arnoldo Ramos), Olimpia (Linda Berrón), La tertulia de los espantos (Jorge Arroyo) y Baby boom en el paraíso (Ana Istarú).

## Literatura

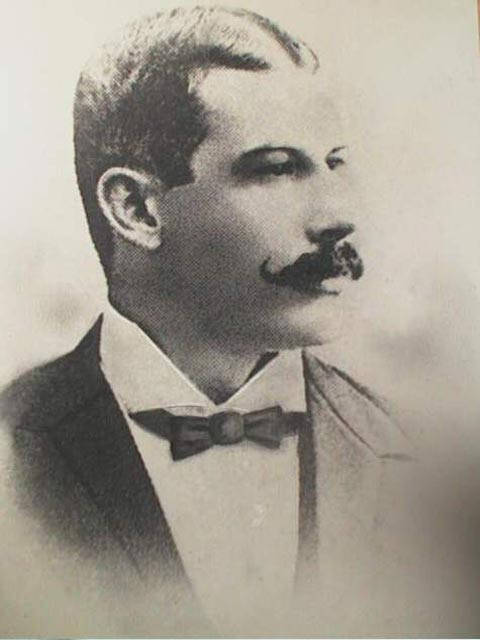
Aquileo Echeverría, llamado "el Poeta de Costa Rica", autor de Concherías, entre otros.

La literatura costarricense, aunque joven, ha producido algunos escritores de proyección internacional, cuyos trabajos han sido traducidos a varios idiomas. Entre los géneros literarios, predominan la poesía, el cuento y el ensayo. Las primeras creaciones literarias florecieron hacia finales del siglo XIX, con predominio del costumbrismo con Manuel González Zeledón (La propia, 1895) y Aquileo Echeverría (Concherías, 1905). A principios del siglo XX se introduce el modernismo con poetas como Roberto Brenes (En el silencio, 1905; El canto de las horas, 1911), Lisímaco Chavarría (Orquídeas, 1904) y Rafael Ángel Troyo (Poemas del alma, 1906). Entre 1900 y 1920 aparece el realismo, con tendencias más modernistas y menos idílicas que se contraponían al estilo de vida campesino tradicional. Destacan El Moto (1900) de Joaquín García Monge, El árbol enfermo (1918) de Carlos Gagini y Cuentos de mi tía Panchita (1920), de Carmen Lyra.

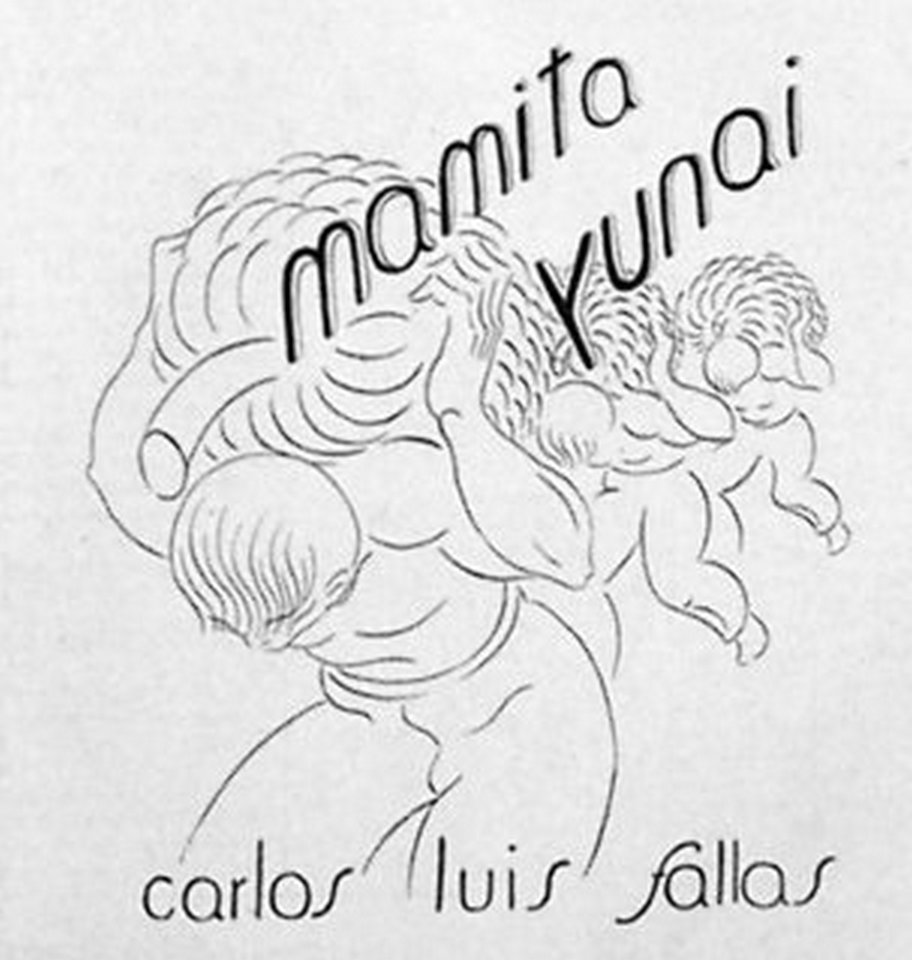
Mamita Yunai, de Carlos Luis Fallas, es una de las novelas más importantes de la literatura costarricense.

La fundación de la revista Repertorio Americano por Joaquín García Monge estimuló la literatura vanguardista. La década de 1940 es una época cumbre de la literatura costarricense, con autores cuyas obras hoy se consideran clásicos. Muchos de los autores de esta época fueron activistas de los movimientos socialistas, comunistas y reformistas de este periodo de la historia costarricense: Carmen Lyra (Bananos y hombres, 1933), Carlos Luis Fallas (Mamita Yunai, 1941); Joaquín Gutiérrez (Cocorí, 1947); Fabián Dobles, (Historias de Tata Mundo; 1946); Isaac Felipe Azofeifa (Vigilia en pie de muerte, 1962), Julián Marchena (Alas en fuga, 1941); Yolanda Oreamuno (La ruta de su evasión, 1949); y Carlos Salazar (Cuentos de angustias y paisajes, 1947).
En los años 1960 aparecen poetas importantes como Jorge Debravo (Nosotros los hombres, 1966), Laureano Albán, Alfonso Chase y Julieta Dobles (Costa Rica poema a poema), cuyas obras no solo critican la realidad social sino que se esperanzan en la posibilidad del cambio. En la prosa, destacan Alberto Cañas (Los molinos de Dios), Carmen Naranjo (Más allá del Parismina) y José León Sánchez (La isla de los hombres solos). La crisis económica de los años 1970 y 1980 impulsó del desarrollo de una literatura más dedicada a explorar la identidad nacional, con temática de crítica y denuncia social, desde un punto de vista de desencanto con el desgaste del modelo de desarrollo del Estado costarricense, con autores como Rafael Ángel Herra Rodríguez (La guerra prodigiosa, 1986), Fernando Contreras Castro (Única mirando al mar, 1983), Fernando Durán Ayanegui (Las estirpes de Montanchez, 1992), Tatiana Lobo Wiehoff (Asalto al Paraíso, 1992), y  Ana Cristina Rossi Lara (La loca de Gandoca). El siglo XXI introduce temáticas como la exploración de temas complejos de la sociedad actual (drogas, aborto, suicidio, pedofilia, explotación sexual), la literatura de ciencia ficción, fantasía épica, novela negra y terror.

## Folclor
Costa Rica es una tierra rica en elementos culturales y folclor, con múltiples influencias culturales, mayormente de los indígenas, europeos, y después de las poblaciones negras provenientes de África y Jamaica. La tradición folclórica costarricense incluye diversas manifestaciones culturales que incluyen la música, la danza, las leyendas y tradiciones, las bombas y retahílas, los instrumentos coloniales y las canciones tradicionales, que generalmente son utilizadas durante las festividades populares y patronales, y que varían de acuerdo a cada región y pueblo del país.

### Cultura agrícola

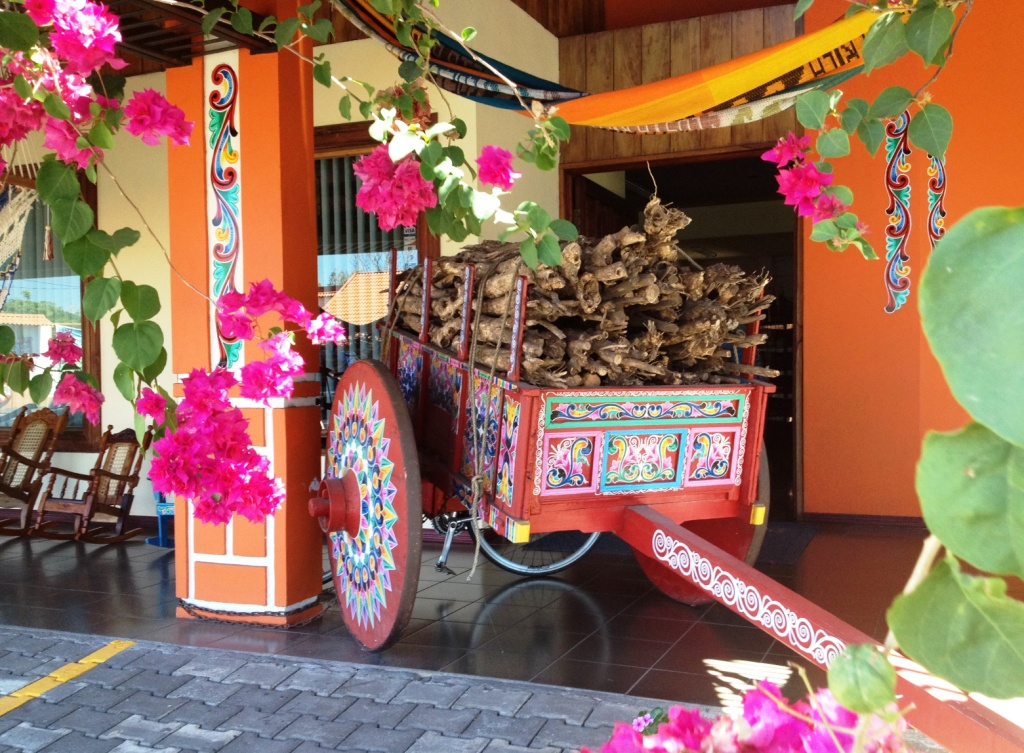
Las carretas como arte están íntimamente vinculadas al café dentro de la "cultura del café" de Costa Rica y tienen una tradición que data de más de tres siglos.

Durante gran parte de su historia, Costa Rica fue un país agrícola, lo que significó que su sociedad fuera básicamente agraria. Su economía se basó en la cosecha de diversos cultivos, que adquirieron gran valor a través de distintas épocas, contribuyendo a su desarrollo. Durante la época precolombina y parte de la época colonial, el cacao apareció de forma cíclica en momentos claves, siendo el primer motor de la economía nacional, y normalmente asociado a la zona caribeña y sus culturas predominantes: la indígena y caribeña, ambas con una contribución indiscutible a la cultura nacional. 
El café de Costa Rica fue, casi desde el nacimiento del país como nación independiente, la base de su economía y su principal motor de desarrollo. El cultivo del café a partir de mediados del siglo xix tuvo consecuencias sociales y culturales diferenciadas que funcionaron como parte de la construcción de la identidad nacional. La caficultura se ha prestado para la elaboración de símbolos, emblemas y estereotipos. En la actualidad, la temática del café es uno de los motivos más representados en las artes, las artesanías, el folclor y la cultura popular. Su presencia se halla presente en muchos de los símbolos que pretenden expresar identidad nacional: la carreta pintada y su yunta de bueyes, cargada de granos de café, la casa de adobe, el paisaje rural del Valle Central, el Teatro Nacional, el chorreador, la cafetera y la taza de lata, la mujer campesina con su enagua (falda) de colores, los canastos para recolectar el grano, el pañuelo, el machete, el sombrero chonete del campesino y muchas otras manifestaciones. 
El Caribe costarricense, con su zona bananera y su dramática historia acaecida entre 1872 y 1985, con sus realidades y leyendas, ha tenido una contribución determinante en la mitología popular costarricense, y ha contribuido como tal a modelar una identidad cultural matizada con los sentimientos sociales solidarios consensuados, así como la percepción de la "hombría aventurera" del tico. El cultivo del banano en la zona caribeña de Costa Rica, dimensionado especialmente en el conflicto social que surge a partir de la marginación de las clases sociales bajas, representadas en el trabajador del ferrocarril, el trabajador de la plantación bananera, la mujer o el pequeño propietario campesino, ha tenido repercusiones que se van a ver reflejadas en especial en la literatura costarricense, sobre todo en los autores y obras surgidas en la época entre 1920 y 1940. La marginación de estas mayorías populares, opuestas al papel liberal del Estado, aliado a la todopoderosa y multiforme United Fruit Company, figura de la entrega del capital nacional al extranjero, así como la aparición del ideal comunista como movimiento de vanguardia y reacción social.

### Tradición del boyeo y la carreta típica

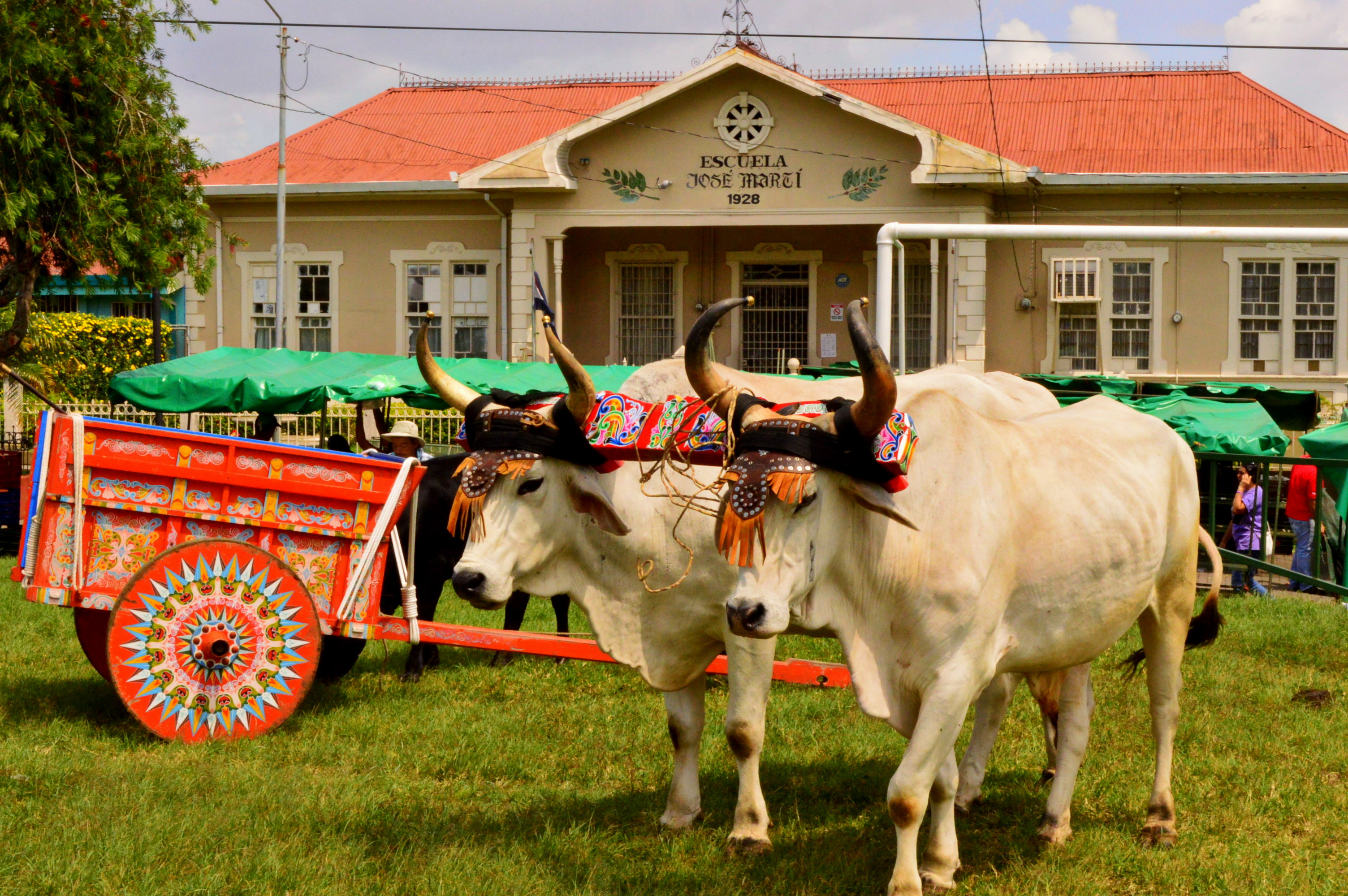
Desfile de boyeros en San Isidro de Heredia.

La carreta típica de Costa Rica es símbolo cultural del país. La tradición del boyeo y la carreta típica de Costa Rica es un rasgo cultural costarricense que consiste en la decoración artesanal de carretas con distintos dibujos de llamativos colores, cada una con diseños únicos que pueden ser figuras geométricas, flores, animales o paisajes. Durante gran parte de su historia, fue un instrumento de trabajo vital para el transporte del café desde la región del Valle Central hasta el puerto de Puntarenas, de donde se exportaba a Inglaterra. El comercio del café fue clave en el desarrollo general del país durante el siglo XIX y parte del siglo XX.
El arte de la carreta pintada se realiza a mano, de forma artesanal. Generalmente, la carreta se pinta de color anaranjado, blanco o rojo, y encima se le pintan los diseños característicos, que en el pasado también se utilizaban para identificar la comunidad o lugar de procedencia del boyero. La elaboración de estas carretas se ha conservado gracias a artesanos del cantón de Sarchí, pero las celebraciones a los boyeros se realizan en diversos cantones a lo largo y ancho del país, como Escazú, donde se celebra el Día Nacional del Boyero, los segundos domingos del mes de marzo en el distrito de San Antonio de Escazú, donde se realiza un colorido desfile de carretas que recorre las calles principales del cantón.
La tradición del boyeo y la carreta típica costarricense es Obra Maestra del Patrimonio Oral e Inmaterial de la Humanidad de la Unesco desde el 24 de noviembre de 2005. Además, la carreta es uno de los símbolos patrios de Costa Rica, pues simboliza la cultura de la paz y el trabajo del costarricense, la humildad, la paciencia, el sacrificio, y la constancia en el afán por alcanzar los objetivos trazados del pueblo costarricense.

### Trajes típicos

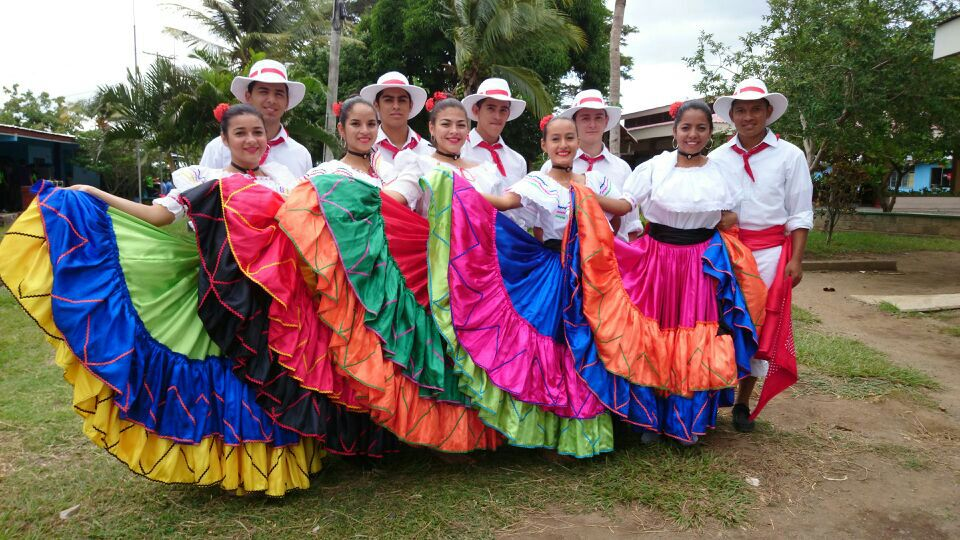
Jóvenes con trajes típicos. En la mujer, la enagua de vuelos amplios es parte de la indumentaria del traje típico, mientras en el hombre destaca el chonete, el sombrero campesino.

Los trajes típicos son parte fundamental de las actividades cívicas y folclóricas de cada pueblo del país. Se utilizan en actos conmemorativos, fiestas patrias y actos culturales. La vestimenta tradicional más conocida deriva del traje de trabajo del campesino, que se basa en la funcionalidad y la comodidad para poder realizar las tareas agrícolas, o para protegerse del clima o las inclemencias naturales. Posee diversas variantes según la provincia.
Tiene varios elementos básicos: en la mujer, la blusa blanca con vuelos, de color blanco, con ribetes de diferentes combinaciones de colores, y una falda de vuelos amplios, larga hasta el tobillo, de elástico en la cintura y vivos colores, cuyo diseño recuerda a la rueda de carreta típica pintada. Durante los bailes folclóricos, las mujeres agitan esta falda dándole mucho colorido a la interpretación de la pieza. Se utilizan sandalias de cuero en los pies, aretes y se adornan la cabeza con trenzas, moños y flores, preferiblemente la guaria morada, flor nacional. En ocasiones cargan canastas llenas de flores o portan un delantal que hace juego con la blusa. El hombre lleva sombrero de ala pequeña, que puede ser de tela blanca (comúnmente conocido como «chonete»), fieltro o paja. Porta un pañuelo de color rojo o azul, con decorados de figuras semejantes a los decorados de las carretas típicas pintadas. Puede llevarlo anudado al cuello o en las manos, o atado a la cintura. La camisa es blanca o de color claro, con pantalón largo. Un fajón de tela hace de cinturón. Pueden cargar alforjas, machete y calzar caites o ir descalzo. 
Costa Rica también posee otros trajes típicos más particulares, como el vestido indígena de la mujer de la etnia ngöbe, de la zona sur del país, tejido de pequeños cuadros de tela de muchos colores. El pescador de Puntarenas va vestido de blanco y puede portar redes, por la tradición costera de esa provincia. El traje de Limón revela influencia afroantillana y británica: guantes blancos, boina, chaleco, camisa de algodón y zapatos de charol en el hombre, y la enagua de colores estampados o el turbante de reminiscencia africana en la mujer.

### Música folclórica
La música folclórica de Costa Rica posee diversos ritmos tradicionales que han llegado de muchas partes, abarcando desde la música indígena y las tradiciones europeas, hasta los ritmos afroantillanos. La mayoría de los ritmos musicales folclóricos de Costa Rica se combinan con otras expresiones culturales, como la danza, las bombas y retahílas, la vestimenta tradicional y los instrumentos musicales. Esta música y sus ritmos suelen asociarse a los días festivos cívicos, religiosos y populares. Se produce en cuatro zonas específicas del país: Guanacaste, el Valle Central, Limón y Puntarenas, no obstante, cada provincia cuenta con su propia idiosincrasia, además la música amerindia está presente en las diversas zonas y complementa la cultura nacional.
Entre los géneros musicales, destacan el punto guanacasteco, declarado el baile nacional; el tambito, popular en el Valle Central; la parrandera en Guanacaste; el calipso limonense, ritmo afroantillano declarado patrimonio nacional; y el aire nacional, en el que se han compuesto algunas canciones consideradas himnos nacionales, como Caña dulce y Guaria morada. Otros ritmos autóctonos son la parrandera, las batambas, los arranca terrones, los garabitos, las camperas y otras. A lo largo de la historia del país, con la inmigración, se adoptaron ritmos musicales provenientes de otros países, que se fusionaron con estilos locales para dar lugar a nuevas expresiones musicales: la mazurca, la polka, el vals, el pasillo, el corrido, la balada, el bolero, etc.
Muchos instrumentos musicales son herencia que proviene del pasado precolombino, la colonia española y la inmigración afroantillana. Entre estos destacan la marimba, símbolo nacional e instrumento considerado básico en las expresiones musicales tradicionales de Costa Rica; el quijongo, de legado africano, que tiene dos tradiciones distintas en las provincias de Guanacaste y Limón, de herencia colonial en la primera y producto de la inmigración caribeña en el caso de la segunda; instrumentos de origen indígena como las ocarinas; instrumentos coloniales como la guitarra, la mandolina, el acordeón, etc.
Entre los compositores, músicos y letristas más importantes de la música folclórica costarricense pueden citarse a Héctor Zúñiga Rovira, Jesús Bonilla, Mario Chacón Segura, Walter Ferguson, Aníbal Reni, Ulpiano Duarte, Manuel Monestel, Lorenzo «Lencho» Salazar, Carlos Guzmán Bermúdez, entre muchos otros.

### Tradiciones, costumbres, fiestas, bailes

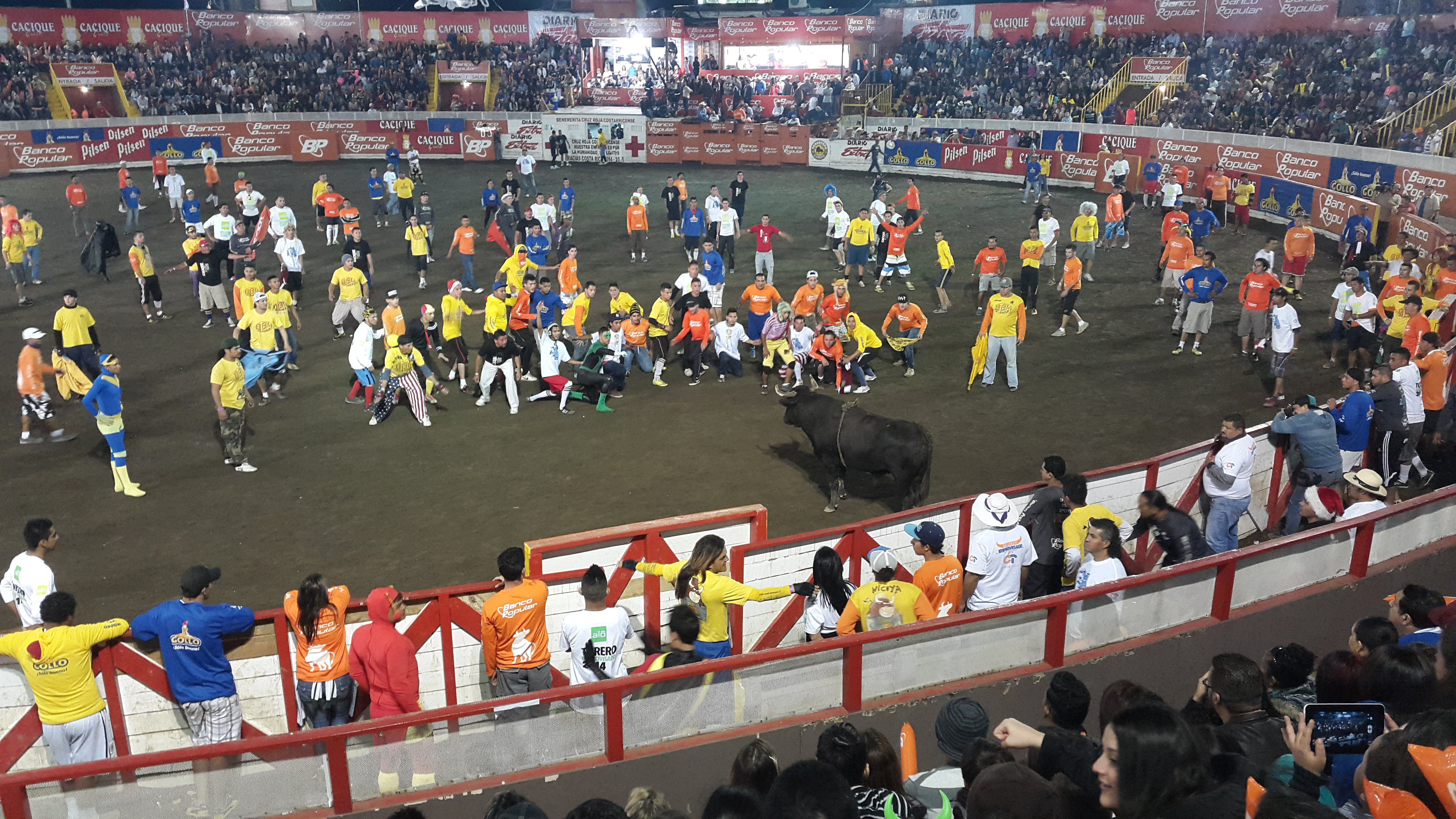
Corrida de toros "a la tica" en las Fiestas de Zapote.

Entre las tradiciones costarricenses, se destacan festividades que combinan la influencia indígena con la europea, festividades cívicas y festividades populares. Existen algunas celebraciones que reflejan la herencia indígena, siendo una de las más importantes el juego de los diablitos de Boruca en Rey Curré, que se celebra los fines de año en el cantón de Buenos Aires de Puntarenas. Algunas fiestas religiosas reflejan sincretismos entre las creencias indígenas y la tradición católica, como por ejemplo la Danza de la Yegüita en Nicoya, que se celebra en honor a la Virgen de Guadalupe y está basada en una leyenda local, o el baile de los indios promesanos durante la celebración del Cristo Negro de Esquipulas en Santa Cruz de Guanacaste.
Entre las celebraciones de índole folclórico y popular, destacan las fiestas de Zapote el fin de año. También son populares las fiestas de Palmares. Cada pueblo tiene también sus propias festividades locales, con algún factor distintivo propio de cada comunidad (por ejemplo, la Fiesta del Tamal en Aserrí, la Chicharronada en Puriscal, la Carrera de las Mulas en Parrita, la Fiesta del Boyero en Escazú, los Carnavales de Puntarenas o de Limón, etc), todas ellas contando con denominadores comunes como la presentación de la mascarada tradicional costarricense a ritmo de cimarrona, los topes y cabalgatas, los carnavales, las corridas de toros "a la tica", la monta de toros, las carreras de cintas y los turnos. Existen particularidades como las de la localidad de Ortega de Bolsón (Guanacaste), donde se celebra la lagarteada (caza de un lagarto que luego se libera) el Viernes Santo. Cada localidad tiene sus propias festividades patronales. Otras celebraciones de importancia a nivel nacional son la celebración del Día de la Madre el 15 de agosto; el desfile de los faroles el 14 de septiembre (víspera del Día de la Independencia); la decoración de carretas típicas, las pulperías de pueblo, etc.

### Tradiciones religiosas

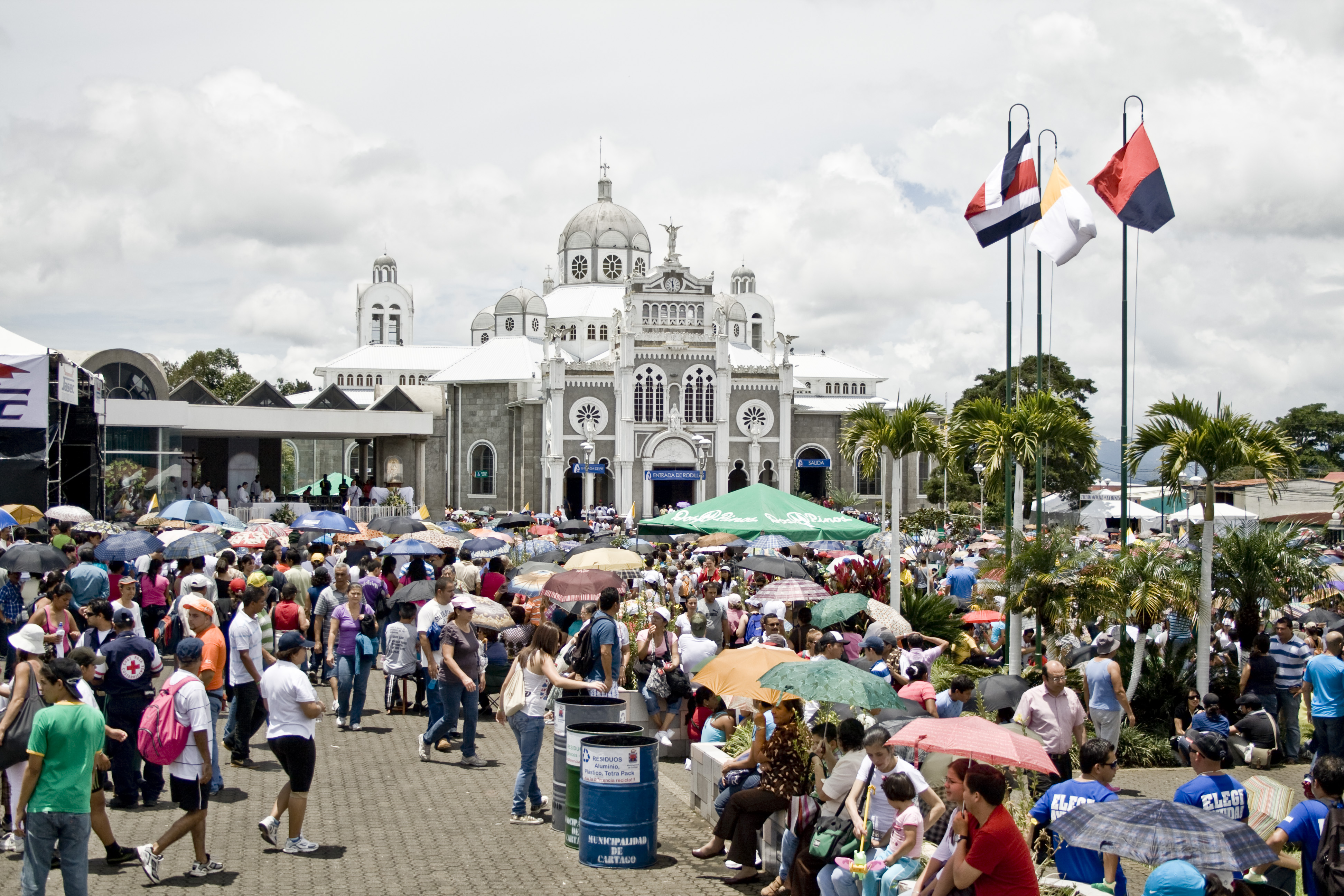
La romería a Cartago.

Costa Rica es un país con libertad religiosa, donde la religión cristiana católica, con sus celebraciones y festividades heredadas de la colonización española, sigue siendo la de mayor número de seguidores, aunque la nación ha experimentado a lo largo de los siglos XX y XXI un aumento de las denominaciones protestantes y del número de ateos y agnósticos, además de la presencia de creencias religiosas ligadas a etnias como el budismo, el judaísmo y el Islam, cada una con sus propias manifestaciones culturales.
Entre las celebraciones religiosas católicas más importantes, con impacto a nivel nacional, está la romería a Cartago el 2 de agosto, en la cual se realiza una peregrinación a la Basílica de Nuestra Señora de los Ángeles, Patrona de Costa Rica, llamada por el pueblo «La Negrita», por el color de la piedra en la que está labrada la imagen (una aleación de jade, grafito y andesita). Relacionada con esta festividad está la tradicional pasada de La Negrita en el mes de septiembre, así como otras manifestaciones culturales como la confección de vestidos para la imagen. Las celebraciones a La Negrita se basan en la leyenda del hallazgo de la imagen de la Virgen por una mujer indígena en el año de 1635 en una aldea cerca de Cartago. Los fieles atribuyen a la Virgen numerosos milagros o viajan para solicitarle ayuda. El culto a la Virgen de los Ángeles es un sincretismo religioso que, desde la Colonia, permitió la cohesión de los diversos grupos sociales de Costa Rica (españoles, africanos, indígenas), contribuyendo al desarrollo de la identidad nacional.
Para el pueblo que profesa la religión católica, es también importante la celebración del Cristo Negro de Esquipulas, sobre todo en el cantón de Santa Cruz y el cantón de Alajuelita. Otra celebración religiosa católica importante son las celebraciones en honor a la Virgen de Guadalupe que se realizan en Nicoya en diciembre. La reunión de Nochebuena el 24 de diciembre y las procesiones religiosas de Semana Santa son otras festividades con trasfondo religioso que se celebran tradicionalmente en el país.
Además, cada grupo religioso celebra sus festividades sagradas de acuerdo a su religión (Pascua, Janucá, Ramadán, etc).

### Cuentos, leyendas y supersticiones

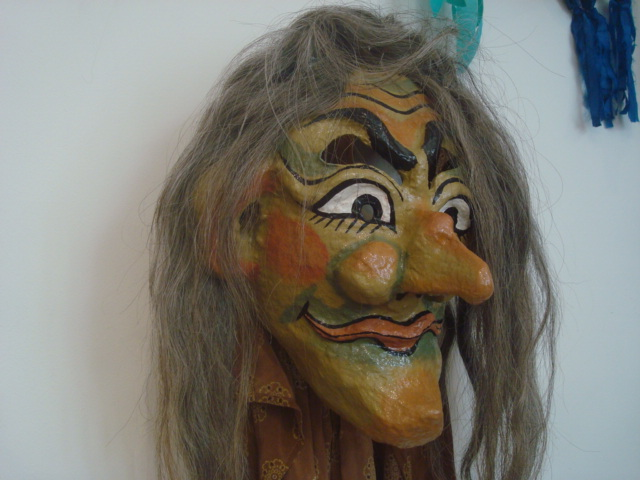
Cuentos y leyendas de brujas, aparecidos, espantos y fantasmas abundan en distintas partes de Costa Rica.

Transmitidas originalmente por la tradición oral, las leyendas costarricenses pueden clasificarse en tres grupos: leyendas de la tierra, leyendas de la religión y leyendas de la magia. Se consideran fragmentos de la cultura de antaño, generalmente son historias de origen derivadas de la cosmogonía indígena o bien, cuentos con moraleja para las cosas como se veían y juzgaban en los "tiempos de antes".
Las leyendas de la tierra son leyendas propias de alguna zona geográfica del país que narran hechos que ocurrieron en esos lugares y que influyeron para darle su estatus actual, y que se caracterizan por su fuerte influencia indígena. Dentro de ellas se citan las leyendas acerca del cerro Zurquí, del cerro Tapezco, del volcán Irazú, del volcán Turrialba, de la isla de los Negritos, del tesoro de la Isla del Coco, etc.
Las leyendas de la religión como su nombre lo indica, tienen una fuerte tradición religiosa, generalmente católica, que narra apariciones o manifestaciones de la voluntad divina en suelo costarricense, como lo pueden ser la aparición de la Virgen de los Ángeles en Cartago, los milagros del Cristo Negro de Esquipulas en Santa Cruz de Guanacaste y la aparición de la Virgen de Guadalupe en Nicoya en la forma de una yegua negra, que se celebra anualmente con la tradicional Danza de la Yegüita.
Las leyendas de la magia se encuentran dominadas por la presencia de los espantos, espectros fantasmagóricos que en general tienen una función moralizadora. Muchas de ellas surgen de la interacción de las creencias españolas con cuentos indígenas locales, propios de toda América Latina, que en Costa Rica tienen también su propia manifestación particular: la Llorona, la Cegua, el Cadejos, el Padre sin cabeza, la Carreta sin bueyes, la Tulevieja, el Viejo del monte, el Diablo Chingo, el fantasma del llano, el Cuijen (Pisuicas o Chamuko), la Bruja Zárate, las brujas de Escazú, los duendes, la Monja del Vaso, la Mona, el Micomalo, etc.
Existen supersticiones arraigadas en la cultura popular como la práctica de magia blanca y magia negra, los agüizotes, el mal de ojo, la creencia en las limpias y los curanderos, los santos seculares (como el culto al Dr. Ricardo Moreno Cañas, por ejemplo), etc.

### Mascarada tradicional

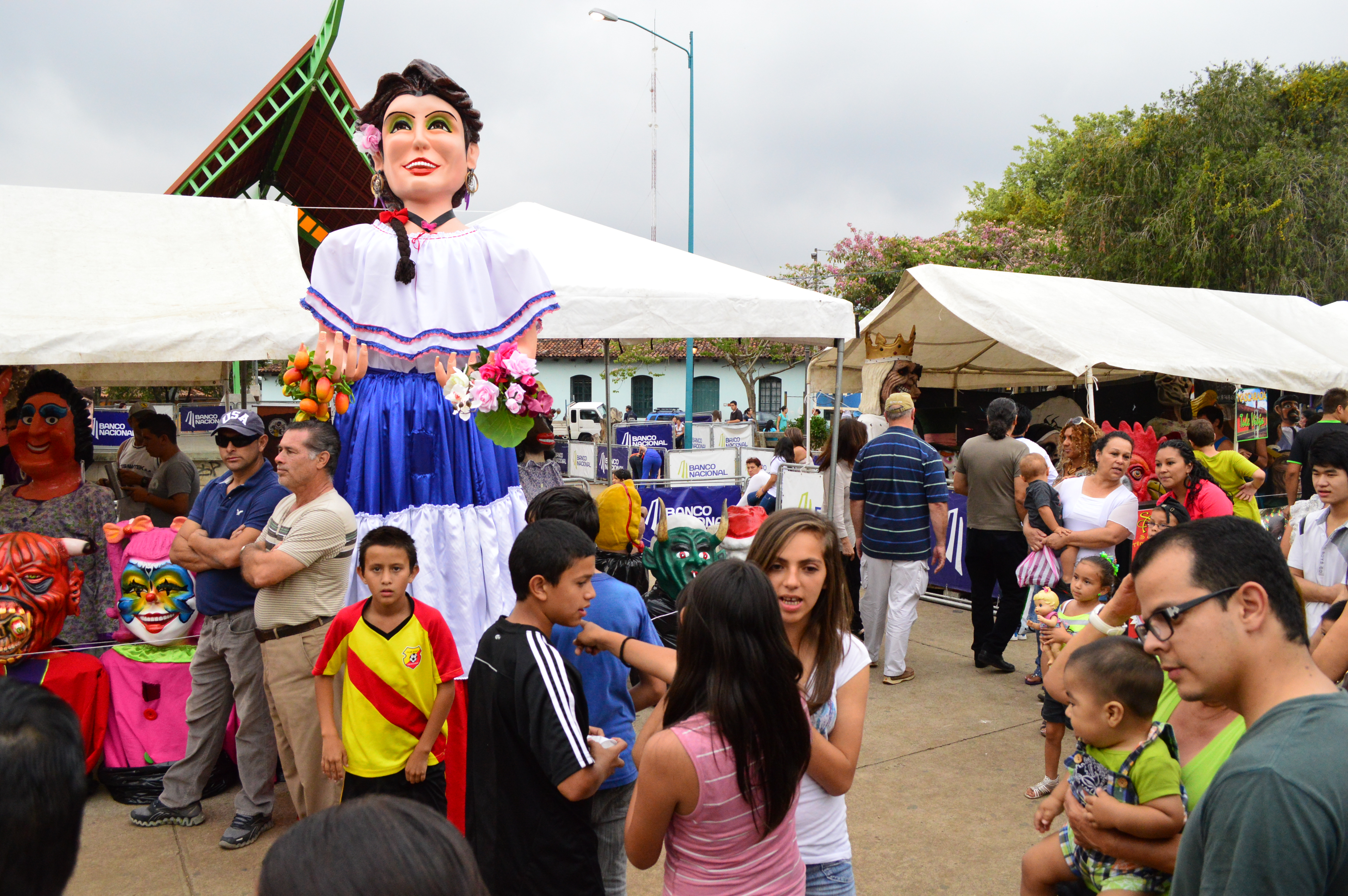
Feria de la Mascarada en Barva de Heredia.

La mascarada tradicional costarricense tiene sus orígenes en la época colonial, relacionada con la tradición española de los gigantes y cabezudos, aunque incluye diversos elementos que se remiten al pasado precolombino, con influencias de comunidades indígenas autóctonas, lo que le da a su origen un carácter pluricultural y sincrético. Las máscaras, también conocidas como “mantudos” o “payasos”, son personajes elaborados de forma artesanal utilizando materias primas como madera de balsa, barro, yeso, papel y goma a base de harina y agua, las cuales una vez finalizadas se montan sobre una armazón de hierro, se les reviste de trajes coloridos (mantas, de allí el nombre “mantudo”) y se les lleva a desfilar por las calles de las comunidades durante las celebraciones cívicas o religiosas, bailando al son de música de cimarrona y persiguiendo a los asistentes.
La elaboración artesanal de los mantudos es una tradición que se mantiene muy vigente en la actualidad, especialmente en cantones como Escazú, Barva, Cartago, Aserrí, Oreamuno, Desamparados y otros, con destacados artesanos mascareros que se han distinguido a través de la historia por la calidad de sus trabajos y por la herencia de su arte de padres a hijos. A través de los años, se han creado personajes icónicos como la Giganta, el Diablo, la Muerte, la Segua, la Minifalda, las brujas, etc, que se consideran básicos en cualquier mascarada, aunque en la actualidad también se incluyen máscaras que representan personajes de la cultura popular, celebridades o políticos. Desde 1996, se celebra en el país el Día Nacional de la Mascarada Tradicional Costarricense, el 31 de octubre, con la finalidad de rescatar esta antigua tradición y a la vez combatir la influencia cultural de celebraciones ajenas a la cultura nacional, como Halloween.

### Expresiones populares

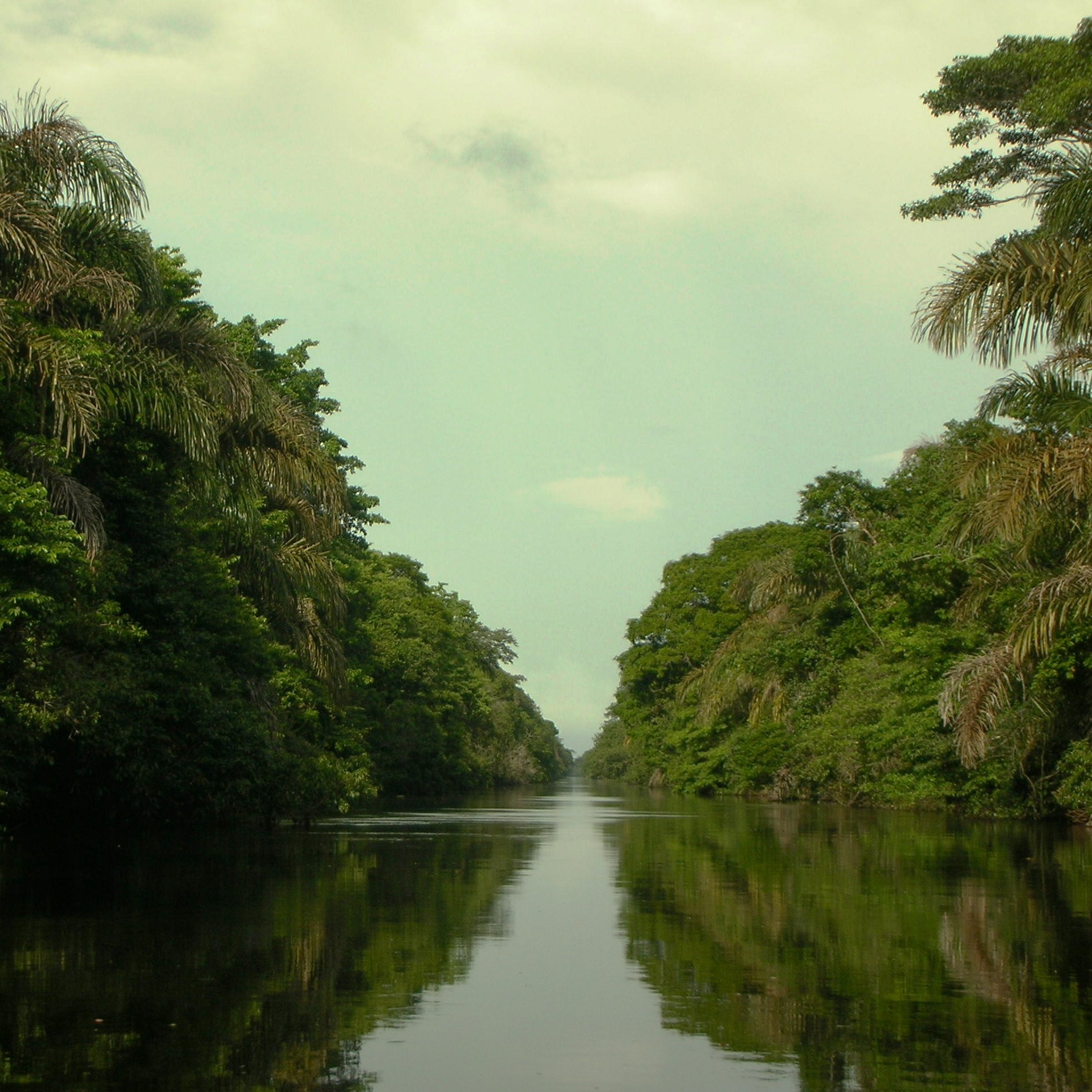
Identidad "Pura Vida" que nace de la casi infinita diversidad biológica y cultural de un istmo-puente entre dos masas continentales.

Las expresiones que el pueblo usa reiterada y cotidianamente vienen a ser una declaración de principios del mismo pueblo, que refleja su cosmovisión, ambiente y estado de ánimo, son una especie de mantra, cuyo significado se filtra en el subconsciente de la población que constantemente la repite y se refleja en la caracterización de la cultura y dinámica social permitiendo perfilar la costarriqueñidad. El origen y/o etimología de cada una son muy discutidos y no parece que haya certeza de encontrarlos. El habla popular costarricense recoge gran cantidad de expresiones muy arraigadas entre los ticos (gentilicio coloquial sinónimo de costarricense), que las hacen suyas, y que los extranjeros los reconocen a través de ellas.

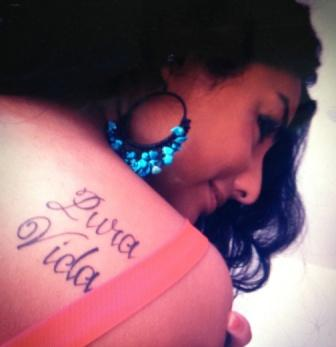
¡Pura vida!

Los dichos, refranes, redundancias, frases y expresiones lingüsticas propias del pueblo costarricense son parte de su folclore y su identidad nacional, y muchas de ellas tienen raíces muy profundas en la historia de Costa Rica, desde aquellas que provienen del hablar campesino, con expresiones como «Y'diay» (interjección muy utilizada como muletilla en el habla cotidiana); «más perdido que el chiquito de la Llorona» (distraído, ignorante de un tema); «quedarse pa'vestir santos» (quedarse soltero a edad madura); «quedarse viendo pa'l ciprés» (quedarse burlado o esperando), «andar montado en la carreta» (estar borracho) y muchas otras; hasta las del habla popular contemporáneo, como pura vida, la frase más reconocible vinculada a los costarricenses y que refleja la forma de vida de Costa Rica, que simboliza la simplicidad del buen vivir, el apego a la humildad, el bienestar, la satisfacción, la felicidad, y el optimismo, asociadas al arte de apreciar la apostura en lo sencillo y natural; «tuanis» (derivada de «too nice», muy bien), dicho de una cosa de excelente calidad, que se extiende a una expresión de optimismo y aprobación, utilizada como catalizador de múltiples acciones y conector comunicacional; el popular «mae», que tiene actualmente una connotación de confraternidad, compañerismo, tolerancia, sugerencia de amistad o complicidad y otras acepciones condicionales o contextuales, actualmente símbolo de idiosincrasia costarricense usado en situaciones de confianza en todos los círculos económicos, culturales y sociales del país, representando una expresión que hace reconocible a cualquier costarricense en cualquier parte del mundo; «en la lucha tenaz, de fecunda labor», estrofa del Himno Nacional de Costa Rica declaratoria de principios que comparten, promueven e identifican a los naturales de este país.

## Áreas culturales específicas

### Culturas indígenas
Las poblaciones autóctonas indígenas de Costa Rica están conformadas por alrededor de 104 000 habitantes nativos americanos u originarios del territorio nacional.  Muchos aspectos de su cultura, incluido el idioma en algunos casos, han logrado persistir hasta el siglo XXI a pesar del proceso de transculturación iniciado durante la conquista española y persistente en la actualidad. Los pueblos indígenas han sufrido, a lo largo de su historia, una continua reducción de su territorio, el desmembramiento de su población, y la desintegración de muchos de sus elementos culturales. 
En Costa Rica existen 8 grupos étnicos y cada uno tiene un territorio reservado. 
|  | Bribris y cabécares Los bribri y cabécares habitan en la región del Atlántico Sur de Costa Rica, en las montañas de la Cordillera de Talamanca. Ambos pueblos tienen vínculos culturales y sociales desde la época prehispánica, y practican casi todas sus formas tradicionales de vivencia: organización jerárquica, medicina natural, danzas, cacería, pesca, artes, tradiciones, cultura, religión e idioma propios. Los idiomas bribri y cabécar pertenecen a las familias lingüísticas chibchenses y ambas han sido objeto de estudio y aprendizaje durante el siglo xx. |
|  | Chorotegas Los chorotegas, de origen mesoamericano, se asentaron en la actual provincia de Guanacaste. La cultura de la Gran Nicoya fue una de las más adelantadas entre las que ocuparon el territorio de Costa Rica. El pueblo chorotega fue de los primeros en caer bajo el dominio español, y mucho de su conocimiento y adelantos en medicina, astronomía, escritura y arte se han perdido, incluido su idioma, la lengua mangue. Su principal representación artística fue la cerámica nicoyana, importante bien de intercambio cultural cuyas piezas han llegado a encontrarse en diversos sitios arqueológicos de Mesoamérica y Suramérica. La elaboración de cerámica subsisten en la actualidad y es una tradición próspera que ha sido declarada patrimonio cultural del país. |
|  | Huetares Los huetares fueron el grupo indígena más numeroso de Costa Rica, pero tras la conquista española, su número se redujo significativamente, por lo que son una de las etnias que más se han aculturizado, quedando en la actualidad unas pocas reservas en los cantones de Quepos, Mora y Puriscal. Su idioma, de origen chibcha y alguna vez lengua franca del país, ha desaparecido, pero subsisten algunos vestigios del mismo en muchos topónimos del país (Barva, Aserrí, Tarrazú, Escazú, Turrialba, y otras), así como el nombre de algunas palabras de uso común (chirraca, yigüirro, turruja, curré, etc). Algunas tradiciones huetares son en la elaboración de artesanías y tejidos con hojas y bejucos de tule, estococa y paja, que se utilizan principalmente en la confección de canastos y sombreros. |
|  | Borucas y Térrabas Los Borucas y Térrabas ocupan dos reservas en el Pacífico sur de Costa Rica: Boruca-Térraba y Curré. Se consideran los herederos de la cultura de Diquís, que elaboró las esferas de piedra. Su cultura está unida al Valle del río Grande de Térraba, también llamado Diquís, agua grande en idioma brunka. Tres elementos significativos de la cultura boruca persisten hasta la actualidad: la producción de artesanías con métodos tradicionales, la festividad del juego de los diablitos y la creencia en un personaje mítico llamado Cuasrán, legendario héroe cultural y jefe indígena todopoderoso. Los trabajos artesanales se dan en un entorno familiar y vecinal, y se considera un elemento fundamental en el concepto de identidad boruca. Mantienen la elaboración de textiles con técnicas y materiales tradicionales, a base de algodón seco y tintes naturales, empleando también tres tipos de puntadas tradicionales. Tanto borucas como térrabas elaboran calabazos a base de Crescentia cujete, en los que elaboran delineados y dibujos mediante una cuchilla, con diseños de alta complejidad. |
|  | Malékus Los maléku, también llamados guatusos, habitan una reserva en la zona norte del país. Es una de las comunidades indígenas más pequeñas del país, que sin embargo conserva gran cantidad de sus costumbres tradicionales, incluido el idioma, el maléku ihaíca. Sus creencias religiosas se basan en tabúes alimenticios y ceremonias especiales que incluyen la bebida de chicha, danzas y cantos. Su religión cuenta con muchos dioses, llamados Tócu maráma, los cuales están relacionados con la gran cantidad de ríos que surcan su territorio. Cuentan con una importante tradición artesanal, donde destaca la elaboración y decoración de máscaras y tambores, generalmente con motivos de animales. |
|  | Ngäbes Los ngäbe habitan en varias reservas de la zona sur de Costa Rica, especialmente en la frontera con Panamá. Forman una unidad cultural con los indígenas de la Comarca Ngäbe-Buglé en Panamá. Aunque la población costarricense asciende a unas 3000 personas, durante la época de la recolecta de café se da un fenómeno de migración desde Panamá que eleva su número hasta 15.000 personas. Conserva muchos aspectos de su cultura, incluido el idioma, el ngäbere, y la vestimenta, que se conserva especialmente en la mujer, y que consiste en coloridas batas largas decoradas con motivos geométricos ("naguas"). Otras artesanías son las bolsas tejidas de fibra vegetal (llamadas "kra"), y pulseras y collares de cuentas y chaquiras, antes usados como adornos para la guerra. |

### Cultura de Guanacaste
Artículo principal: Cultura de Guanacaste

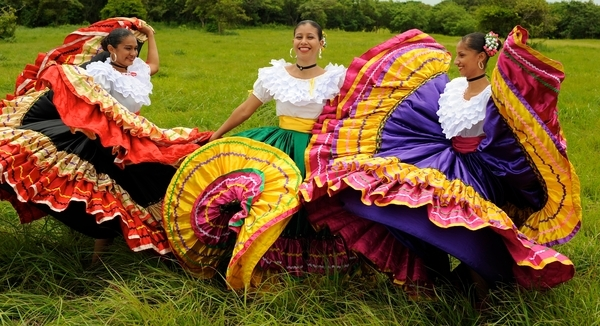
Trajes típicos guanacastecos.

Guanacaste es una de las regiones más llamativas del país por su folclor y colorido, con diversos aspectos culturales que han resultado de la mezcla de tradiciones provenientes de los indígenas de cultura mesoamericana que poblaron la zona, sumado a la herencia cultural de españoles, criollos y africanos desde la época colonial, lo que en su conjunto ha dado lugar a la cultura de Guanacaste, también llamada cultura sabanera, en alusión al sabanero, versión costarricense del vaquero o llanero. En la zona estuvo asentada la cultura de Nicoya, cuyo epicentro floreció por 2000 años y logró alcanzar una compleja organización social y un elevado grado de desarrollo cultural. La cerámica policromada de influencia mesoamericana ha sido heredada por artesanos guanacastecos hasta nuestros días, es patrimonio cultural y es uno de los tipos de artesanía más refinados y reconocidos de la provincia y el país.
Tras la conquista se sumó el aporte cultural europeo. La cocina guanacasteca ha recibido esta influencia precolombina y colonial, manifestada en la forma de diversos platillos elaborados a base de maíz, alimento que en Costa Rica ha sido declarado patrimonio cultural. Tortillas, chorreadas, mazamorra, bizcochos, pan casero, pozol, cosposas, son ejemplos de platillos típicos a base de maíz que Guanacaste ha legado a la gastronomía costarricense. A esto se suman alimentos propios de un pueblo con una herencia basada en la vida de la granja, el cuido del ganado y la agricultura. Los guisos, tamales, pisques, rosquillas, chicheme, rompope y vino criollo de coyol son otros ejemplos de la rica gastronomía guanacasteca.

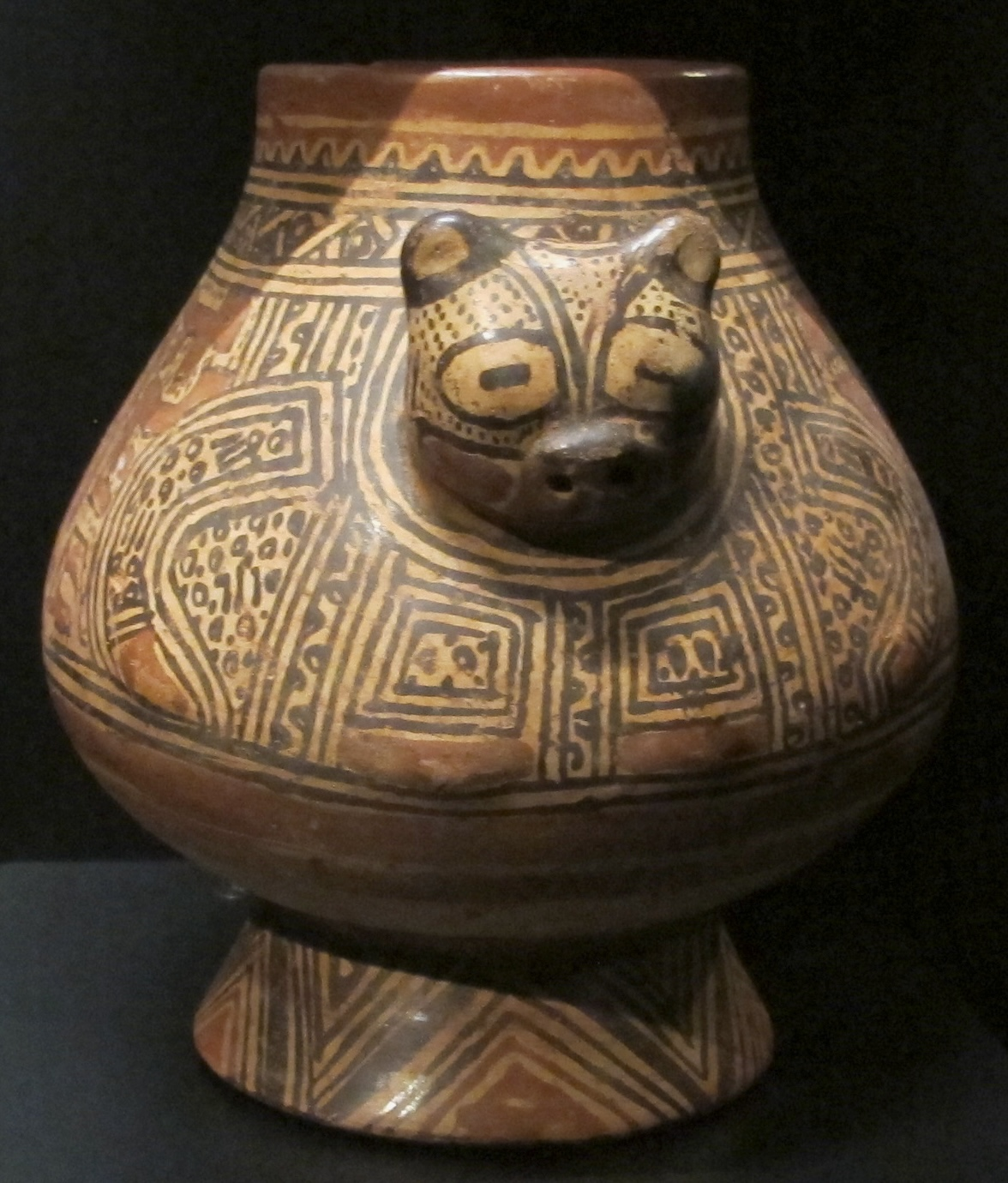
Vasija de cerámica nicoyana.

La mentalidad religiosa y devocional también refleja el carácter sincrético de la cultura guanacasteca, donde se combinan creencias religiosas católicas con cultos aborígenes prehispánicos, como lo es el caso de festividades religiosas como la veneración del Cristo Negro de Esquipulas en Santa Cruz y las fiestas de la Virgen de Guadalupe en Nicoya. Tradiciones como la peregrinación, rosarios y velas se registran en distintos distritos y poblados de la provincia.
Expresiones tales como danzas, gestos, música, sones, pasillos, contradanzas, valsecillos, bombas, retahílas, refranes, adivinanzas, creencias, cuentos y leyendas, así como la medicina popular, las comidas tradicionales y la vestimenta, forman parte de la cultura popular guanacasteca. La música folclórica guanacasteca sintetiza esta mezcla española, criolla, indígena y africana, y es quizá la más reconocida del país, con el punto guanacasteco como baile folclórico nacional. La entonación de bombas y el típico grito guanacasteco "güipipía", interjección que denota alegría, son elementos esenciales en la ejecución de las danzas típicas costarricenses.
Las corridas de toros, herencia española, tiene su propia variante cultural en Guanacaste. Se realizan en redondeles de madera. Resalta la monta rústica al estilo guanacasteco, considerada la expresión autóctona más representativa de las tradiciones en Guanacaste, que se practica en los diferentes cantones de la provincia. La monta de toros al estilo guanacasteco se diferencia de otras montas porque se utiliza una espuela corrediza, así como la técnica utilizada para colocar la correa que rodea el pecho del toro. Los topes y las carreras de cintas son también expresión cultural propia de esta provincia.
A diferencia de la carreta típica costarricense, que es pintada con un estilo particular y es de mayor influencia en el Valle Central, Guanacaste también posee su propia carreta típica, la cual exhibe el color natural de la madera, que le da un toque más rústico y humilde, pero de gran belleza artesanal. Se distingue también por su ausencia de paredes, ya que a diferencia de la carreta típica costarricense, usada para transportar granos (café principalmente), la carreta guanacasteca se usa para el transporte de maderas, troncos y ramas. La pica'e leña es un tradicional desfile de carretas guanacastecas que se realiza anualmente en la ciudad de Nicoya, que marca el inicio de las festividades en honor a la Virgen de Guadalupe. Algunas de las más famosas fiestas de la provincia de Guanacaste son las fiestas Típicas de la ciudad de Santa Cruz, en el mes de enero, las fiestas populares de Playas del Coco, en el mes de febrero y las fiestas cívicas de Liberia en los meses de febrero y julio.

### Cultura afrolimonense
Artículo principal: Cultura afrolimonense

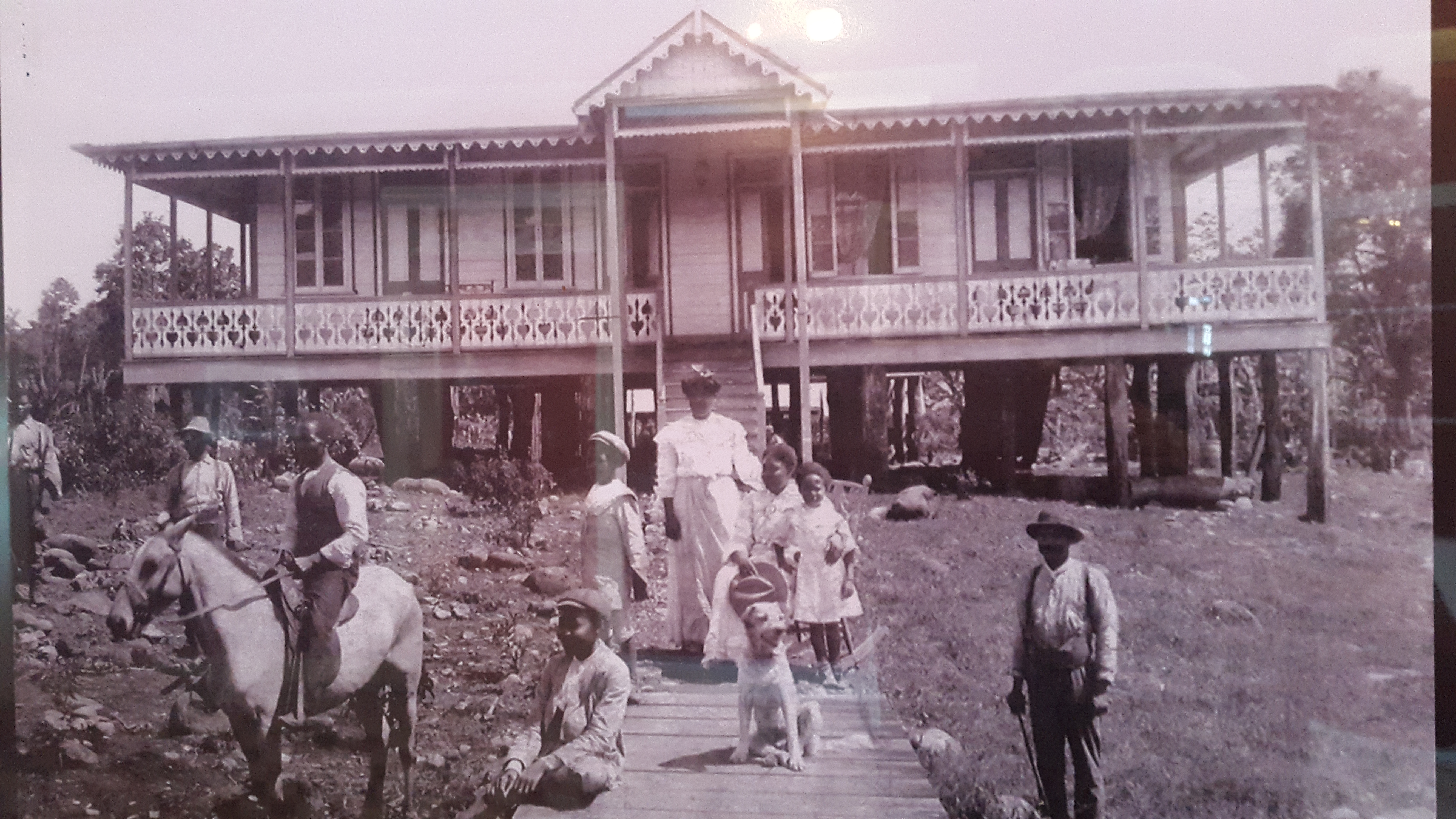
Con la construcción del Ferrocarril al Atlántico a finales del, la diversidad cultural de Costa Rica se enriqueció con la llegada de trabajadores afroantillanos, provenientes principalmente de Jamaica. Con ellos arribó no solamente la cultura afrocaribeña sino también un mundo que tenía a Inglaterra como referente idiomático y educativo.

La presencia de la población afrocostarricense en el país ha enriquecido la historia de Costa Rica, dotándola de una diversidad cultural que se manifiesta en diversos elementos: idioma, alimentos, música, danzas, artes y artesanías, arquitectura, festividades, religión, etc. La influencia de las costumbres heredadas del África Occidental y las Antillas ha marcado definitivamente la cultura afrocostarricense, tanto en la arquitectura, la gastronomía y la música, como en sus tradiciones. No obstante, la cultura afrocostarricense no es una mera imitación de la tradición africana, sino que tiene sus propias particularidades agregadas por los afrocostarricenses dentro de su propia dimensión territorial, social y cultural. Su máxima expresión se da en la provincia de Limón, en la costa del Caribe.
Limón destaca por ser bilingüe, pues en la provincia se habla español, inglés y mekatelyu. En la arquitectura se puede notar la clara influencia afrobritánica de estilo victoriano, proveniente de las Antillas y de Jamaica. La cocina del Caribe costarricense es rica y peculiar. En la gastronomía destacan los platos cocinados en leche de coco, como el rice and beans o el rondón, o salsas con curry y otras especias que acompañan a los pescados y mariscos. Se usan especies como la pimienta o poderosos chiles picantes, como el llamado chile panameño, y que forman parte indispensable de platos como el pati. Entre los postres, destacan el dulce plantintá (plantain tart), relleno de piña o banano, y el pambón (pan negro con especias).

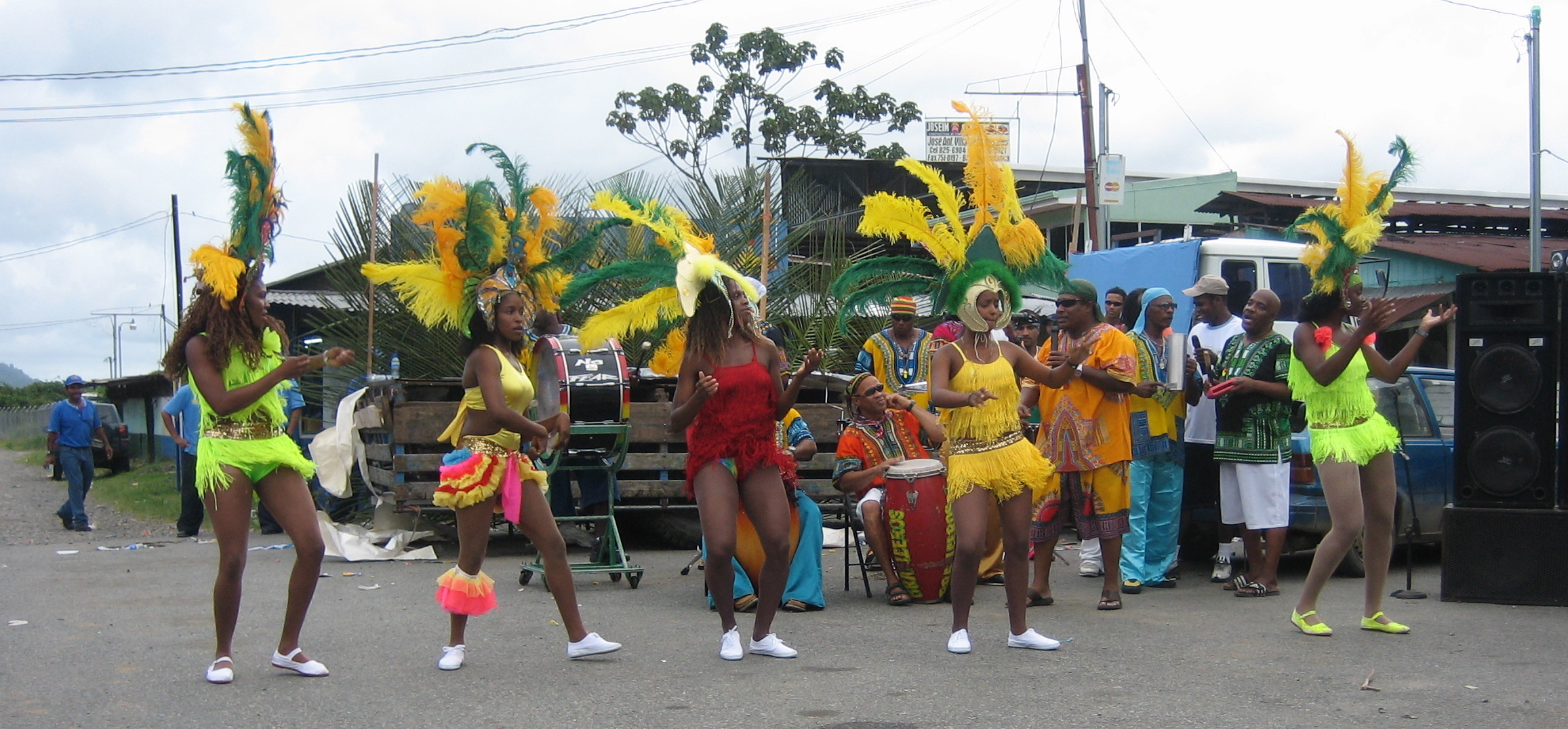
Comparsa caribeña al ritmo de calipso.

El ritmo del Caribe lo marca el calipso, un género musical que está presente en la vida cotidiana de esta región, y se le considera la principal expresión de la identidad cultural limonense, la cual se considera una cultura rítmica. El calipso es originario de Trinidad y Tobago, pero el calipso limonense tiene fuerte influencia del mentó jamaiquino. Penetró en Costa Rica por el puerto de Limón en 1872, de la mano de los trabajadores jamaicanos contratados para la construcción del ferrocarril. Música para la clase obrera, de pequeñas bandas reunidas alrededor del cantante, que componía de una manera espontánea poco tiempo antes del concierto, que solía ser en playas, bares, cantinas y fiestas callejeras. Las letras de los calipsos se caracterizan por su crítica social salpicada de humor, además de que rescatan otros aspectos culturales como la comida, las tradiciones, los cuentos y la relación de los afrodescendientes con el resto del mundo.

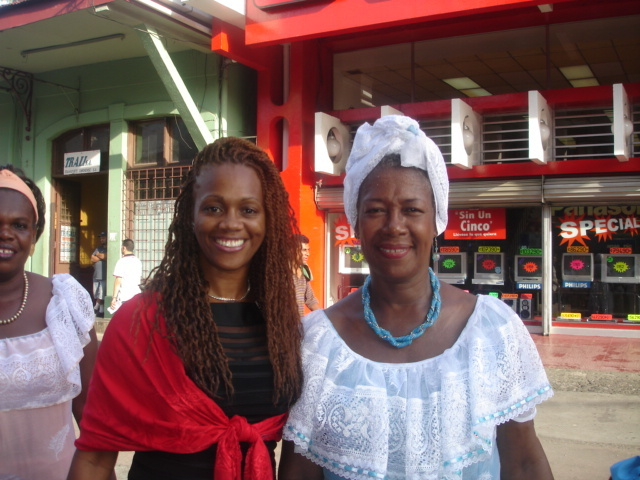
Un dicho en Costa Rica afirma que "lo mejor de Limón es su gente".

Limón posee un crisol religioso donde destacan los protestantes (anglicanos, bautistas, metodistas), los cultos sincréticos, y el catolicismo. La fe bautista fue introducida en 1887 por Joshua Heath Sobey y ha sido fundamental a lo largo de la historia limonense en la lucha por preservar las costumbres y valores a través de las generaciones, ya que durante años cumplió una función además de religiosa, educativa. De las iglesias bautistas surgieron expresiones artísticas importantes como los cantos religiosos como expresión de la fe y la nostalgia, y el impulso al teatro al asumir roles para las dramatizaciones escolares y de la congregación. Entre los cultos sincréticos, se menciona la existencia de logias (hermandades), así como la pocomía (similar al vudú, ya extinta) y la creencia en el Obeah (hombre con poderes sobrenaturales que hace las veces del chamán, brujo o curandero). En la tradición oral, destacan los cuentos del astuto Hermano Araña, héroe cultural y embaucador de la mitología africana occidental y caribeña identificado con el dios Anancy.
Los Carnavales de Limón se realizan del 8 al 16 de octubre. Se destacan por bailes de disfraces, máscaras y comparsas, desfiles de vistosas carrozas por las calles, así como banquetes. El carnaval tiene su origen en el sincretismo de las fiestas españolas con las festividades indígenas precolombinas y las fiestas africanas. Los carnavales son importantes por la unión cultural que promueven entre los pueblos y las familias de la zona, además de promover el turismo. El 31 de agosto de cada año, se celebra el Día del Negro y la Cultura Afrocostarricense.

### Cultura ítalocostarricense
La cultura de los muchos inmigrantes y descendientes italianos que habitan en el país permite observar un fenómeno de gran sincretismo cultural, en el que las diversas oleadas de inmigrantes itálicos que arribaron al país desde la década de 1880, con la construcción del Ferrocarril al Atlántico, permitieron el establecimiento de nutridos núcleos de expatriados italianos por todo el Caribe, San José y posteriormente la Zona Sur. Esta última sufrió, de hecho, un proceso de colonización planificada a mediados del siglo XX, en la que muchísimos inmigrantes provenientes de toda la península e incluso de Dalmacia, fundieron sus costumbres en un espacio geográfico bastante reducido y con recursos limitados.

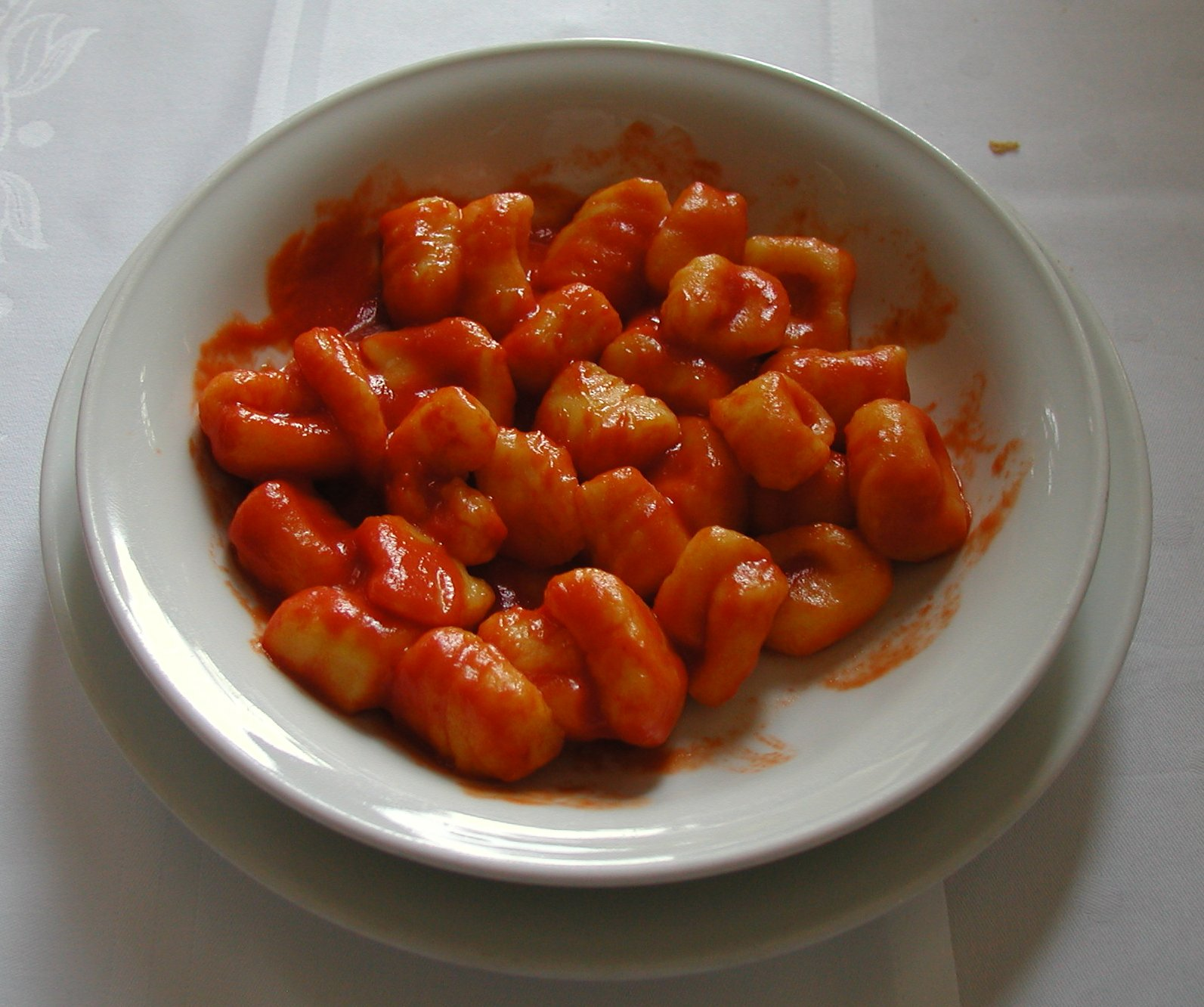
La pasta es parte integral de la gastronomía de Costa Rica, su consumo es un pilar de la cocina local y debe su origen a la cultura itálica.

De esta gran influencia se rescatan muchísimos usos idiomáticos, principalmente en la jerga coloquial del español costarricense y en los diversos núcleos de ítaloparlantes que se conservan en San Vito y San José, y entre los que se cuentan palabras de uso cotidiano muy diversas que constituyen italianismos palpables (acois (del it. eco: aquí), birra (del it. birra: cerveza), bochinche (pelea, desorden), capo (alguien sobresaliente), campanear (del it. jergal campana: espía, significa vigilar), canear (del it. canne: bastón de policía, significa estar en la cárcel), chao (del it. ciao: adiós), facha (del it. faccia: cara, se utiliza cuando alguien está mal vestido), fachudo (se utiliza cuando alguien está mal arreglado) y sonar (del it. suonare: sonar, significa fracasar o golpear), entre muchos otros), así como herencias fonéticas de gran importancia.
La música nacional recibió también sus aportes, focalizadas en las variedades regionales del Valle Central y la Zona Sur, pues los inmigrantes traerían consigo músicas tradicionales italianas, tarantela, cuadrilla y canzoneta. A su vez, la Orquesta Sinfónica Nacional fue fundada por el ítalo-uruguayo, Hugo Maniari en 1940. En cuanto al teatro, este recibiría importantes aportes de Carlos Gagini (Don Concepción: juguete cómico en un acto, 1902), Alfredo Catania (Puerto Limón, 1978) y Leda Cavallini (Pinocho, 1989), junto con destacados intérpretes como Ana Poltronieri.
De especial importancia son los aportes a la cocina costarricense: todo tipo de pastas que se consumen actualmente con mucha frecuencia (espaguetis, fetuchini, caracolitos, ñoquis, ravioles, tallarines, calzone, focaccia, canelones y lasaña, entre muchísimas otras), reposterías (lazos, rosquetes, panetón), lácteos (helados, queso palmito), embutidos (salami, mortadela, pepperoni, salchichones) panadería (ciabattas, grissinis, obleas), el espresso para el café y todo tipo de postres, vinos y licores italianos. Destaca por supuesto la pizza, existen todo tipo de variedades, pero la pizza criolla es sin duda la favorita; mucho pan, tomates y quesos nacionales, ocasionalmente aceitunas y con mucha frecuencia carne molida, jamón, pimiento y cebolla.

### Cultura sinocostarricense
Los primeros inmigrantes chinos, provenientes de Cantón, arribaron a Costa Rica en 1855, a través de la costa pacífica del país, asentándose las primeras familias en algunas fincas del Valle Central. En 1873, en la ciudad costera de Puntarenas, se conformó la primera colonia china en Costa Rica, organizada por parte de José Chen Apuy, originario de Zhongshan, Guangdong, por lo que la presencia de descendientes de inmigrantes chinos es numerosa en esta ciudad. De Puntarenas, algunas familias viajaron hacia el norte y se asentaron en la región de Nicoya, formando otra colonia en la provincia de Guanacaste. Otra oleada de inmigrantes chinos se dio con los inicios de los trabajos para la construcción del Ferrocarril al Atlántico, lo que originó una numerosa comunidad de etnia china en la provincia de Limón.

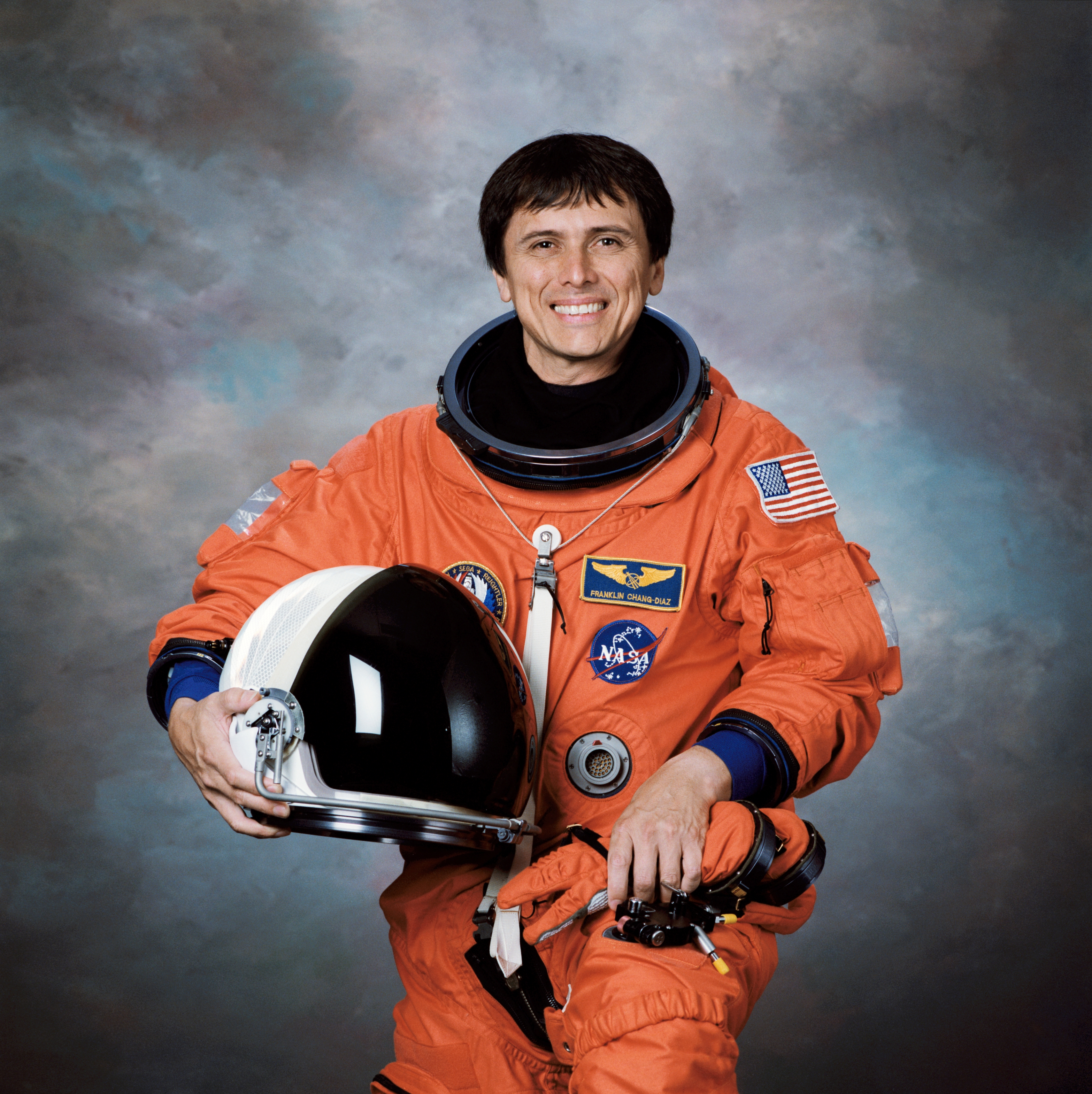
El astronauta costarricense Franklin Chang Díaz, descendiente de inmigrantes cantoneses.

A partir de la década de 1970, se empezó a dar un aumento de inmigrantes provenientes de Taiwán, aunque la mayoría de estos se quedaron transitoriamente pues buscaban pasar a los Estados Unidos y Canadá. Luego de oficilizar relaciones diplomáticas con China en 2008, una nueva ola de inmigrantes de origen chino mandarín se ha establecido en el país. Muchos de los primeros inmigrantes chinos que llegaron a Costa Rica eran hombres solteros en busca de trabajo, que terminaron casándose con mujeres costarricenses, de modo que muchos de los descendientes de estos inmigrantes ya no hablan el idioma cantonés y se sienten más identificados como costarricenses, mientras que los inmigrantes más recientes provenientes de Taiwán y China continental conservan mucho de su idioma y costumbres originarias de China. 
La gastronomía china es muy apreciada por el costarricense, destacándose especialmente el chop suey y el arroz cantonés. Este último es una variante del arroz tradicional chino cocinado al vapor, modificado para convertirlo en un arroz frito al que se le agrega huevo, lechón, pollo, jamón, camarón y verduras, además de especias como el cebollín, apio, frijoles nacidos y chile dulce, para finalmente mezclarlo con salsa de soya o salsa china. Estos dos platos se han hecho tan populares que se preparan incluso en forma casera por familias costarricenses no chinas. La abundancia de restaurantes de comida china en el país permite, además, que el costarricense pueda degustar platillos más apegados a la gastronomía china tradicional.

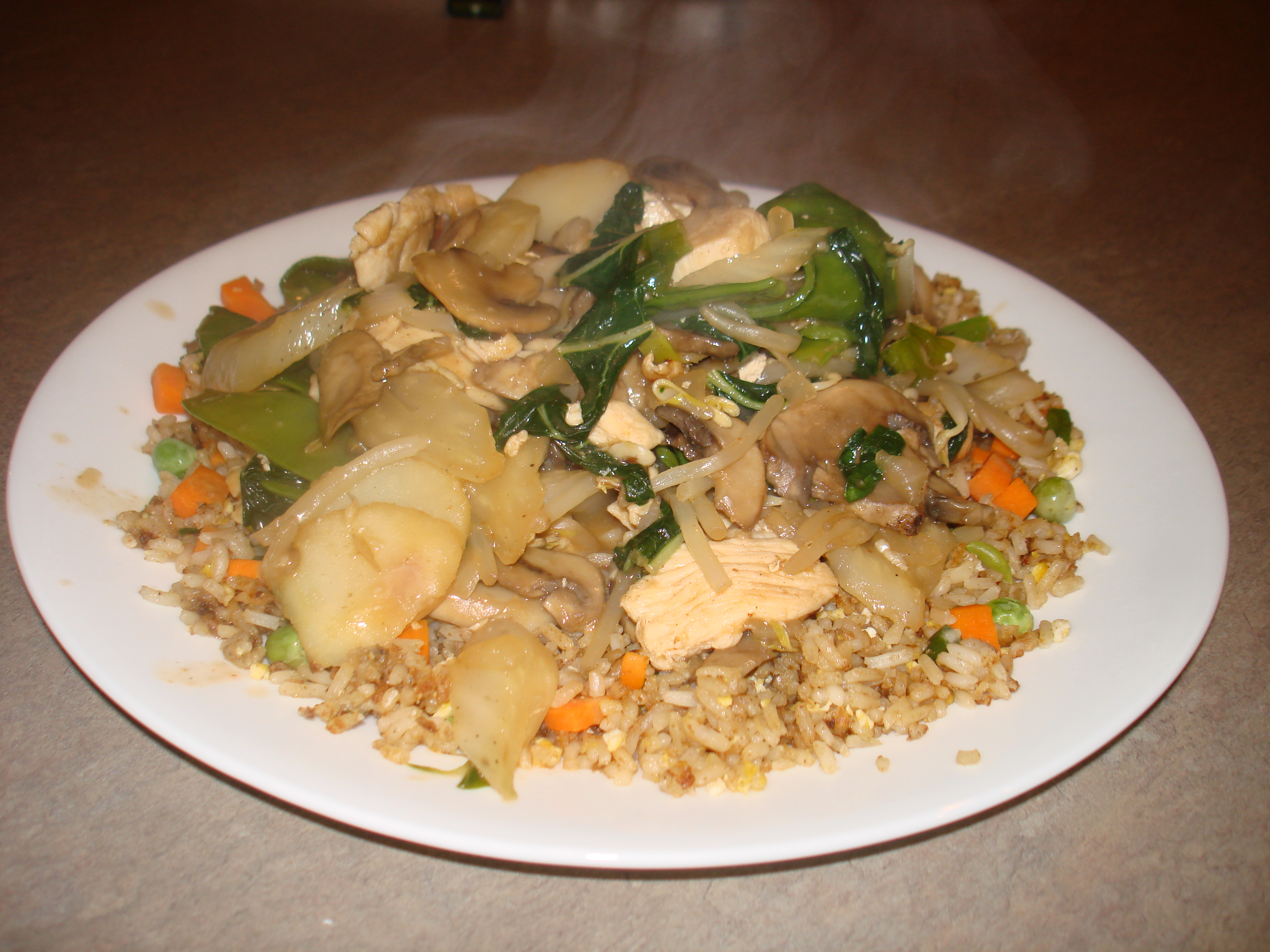
Uno de los aspectos de la cultura china más apreciados por el costarricense es la gastronomía.

En Costa Rica se celebran distintas festividades culturales chinas, siendo la más importante el Año Nuevo Chino, el Día de la Cultura China el 6 de octubre, y la celebración de la Semana China en el mes de mayo. Estas fiestas muestran una mezcla de las tradiciones chinas con las costumbres costarricenses, mediante representaciones artísticas, artes marciales, la tradicional danza del dragón y desfiles de vestidos típicos.
Algunas importantes obras de infraestructura en Costa Rica surgieron gracias a las relaciones diplomáticas con Taiwán primeramente, y a partir de 2008, con la República Popular China. Entre estas obras, pueden citarse el Puente La Amistad de Taiwán, en Guanacaste; el Barrio chino de San José, el primero de su clase en Centroamérica; y el Estadio Nacional de Costa Rica, que fue construido enteramente por trabajadores chinos.
En la actualidad, la etnia se encuentra distribuida en todo el país, siendo especialmente notables las comunidades chinas de Puntarenas, Nicoya, Limón y San José, y se dedican especialmente al comercio, como tiendas, almacenes, pequeños supermercados y restaurantes. Hay también un numeroso grupo de profesionales de origen chino en todos los campos y disciplinas que se realizan en el país. La etnia china ha aportado importantes personajes a la cultura nacional, como el astronauta Franklin Chang Díaz, el pintor Isidro Con Wong e Hilda Chen Apuy, quien ganó el Premio Magón, máximo galardón de la cultura costarricense.

## Galería

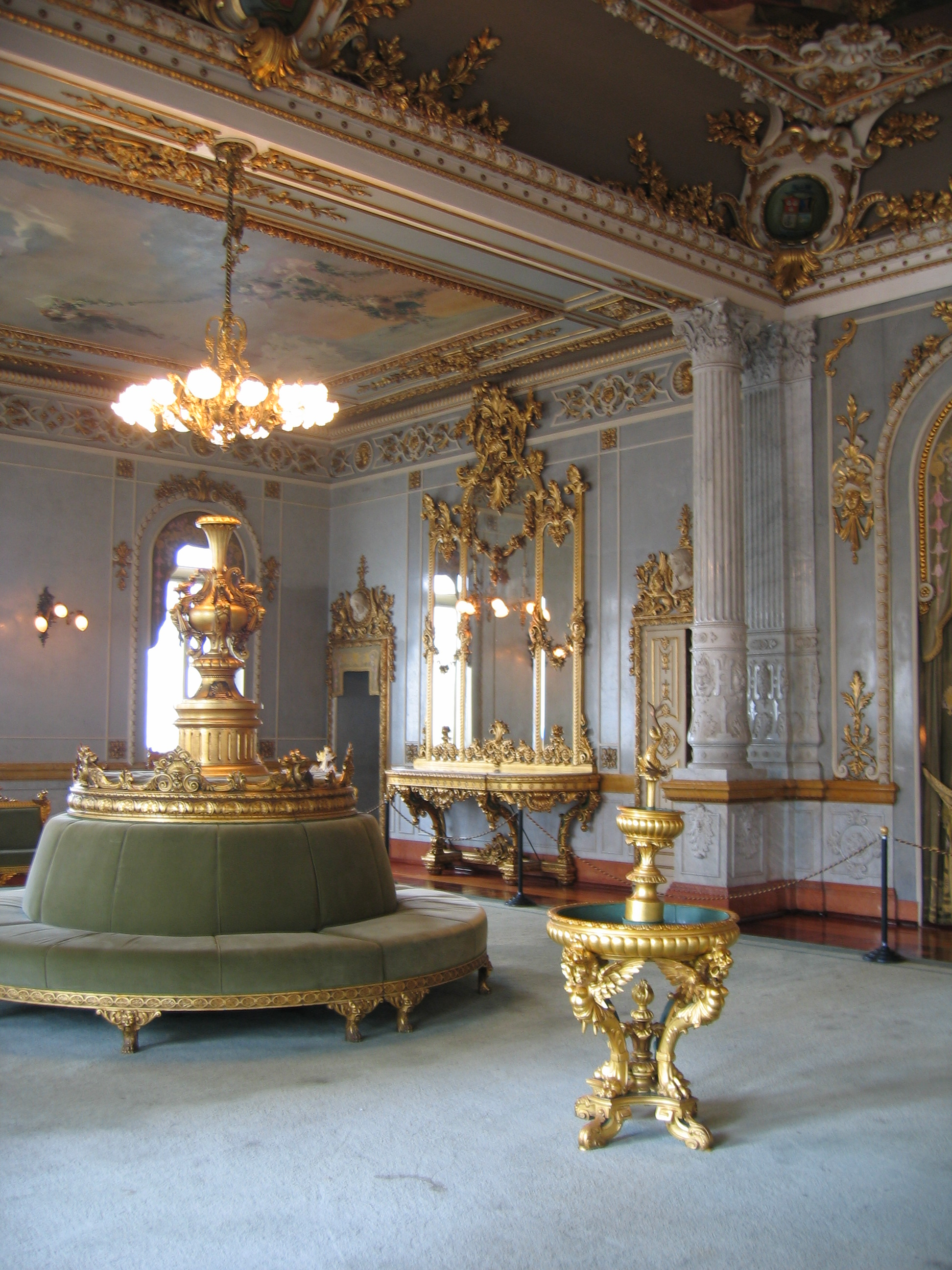
Teatro Nacional de Costa Rica
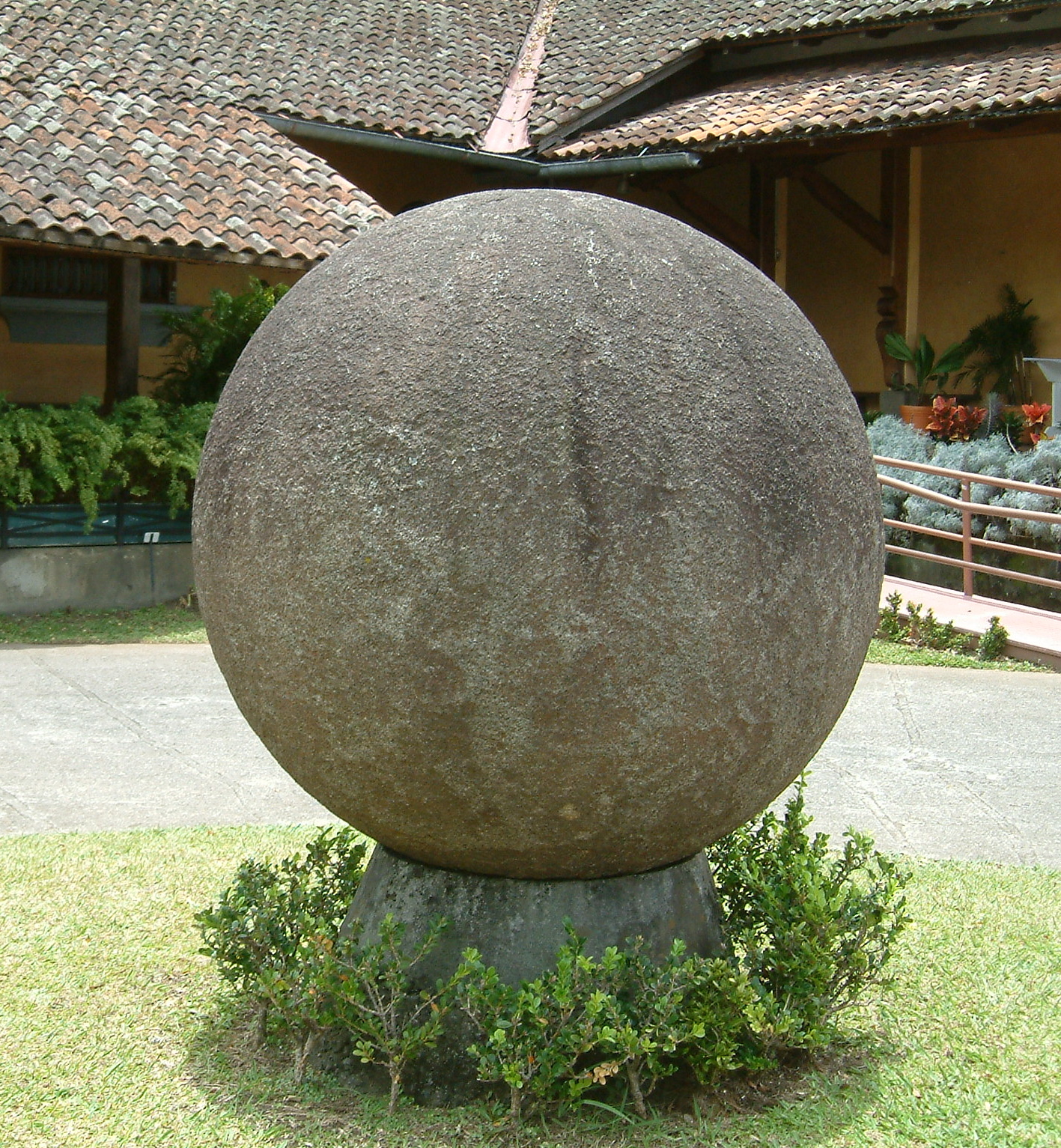
Esfera de piedra en el Museo Nacional
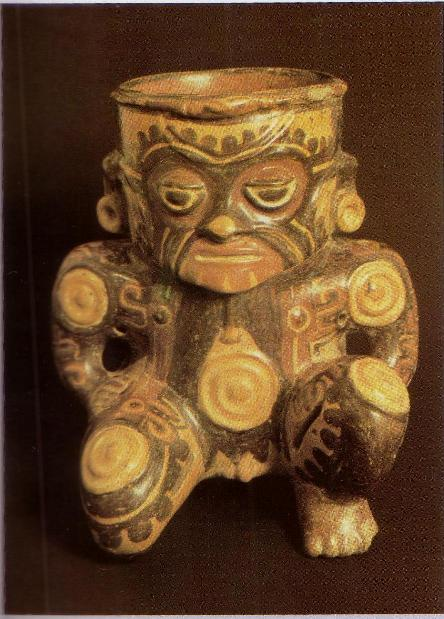
Cerámica indígena